# أتر برديش
أُتَّر بَرَدِيش (بالهندستانية: اتر پردیش؛ معناه: إقليم الشمال) هي ولاية في شمال الهند. هي أكبر ولاية هندية من حيث عدد السكان وكذلك أكبر تقسيم إداري في العالم من حيث عدد السكان بتعداد سكاني أكبر من 241 مليون نسمة أي 16.5% من سكان الهند أو حوالي 3% من إجمالي سكان العالم. تحدها راجستان من الغرب وهريانة وهماجل برديش ودلهي من الشمال الغربي وأوتاراخند ونيبال من الشمال وبهار من الشرق ومدهيا برديش وتشاتيسغار وجاركند من الجنوب. هي رابع أكبر ولاية هندية من حيث المساحة بمساحة 243,286 كم² أي ما يعادل 7.3% من إجمالي مساحة الهند. عاصمتها هي لكهنؤ وعاصمتها القضائية هي الله آباد. تنقسم الولاية إلى 18 قسمًا و 75 مقاطعة. اقتطعت ولاية أوتارخند من منطقة تلال الهيمالايا الغربية في أتر برديش في 9 نوفمبر 2000. يجري في الولاية نهري الغانج وجمنة اللذان يلتقيان في موقع تريفيني سانجام الذي يحج له الهندوس في الله آباد، من الأنهار الأخرى المهمة في الولاية نهرا جومتي وغاغهرا. تشكل الغابات 6.1% من مساحة الولاية بينما تبلغ الأراضي الصالحة للزراعة 82% من المساحة الجغرافية والمساحة الصافية المزروعة 68.5% من المساحة الصالحة للزراعة.
أُسست ولاية أتر برديش في عام 1950 بعد تحول الهند إلى جمهورية وهي تعتبر خلف المقاطعات المتحدة التي أسست في عام 1935 من مقاطعتي أغرا وأود المتحدتين التي كانت قد أُنشئت في عام 1902 من المقاطعات الشمالية الغربية ومقاطعة أود. يقوم اقتصاد الولاية على قطاع الخدمات بينما كان له باع طويل في إنتاج السكر. اقتصاد الولاية هو ثالث أكبر اقتصاد بين ولايات الهند بناتج محلي إجمالي 18.63 لك كرور روبية هندية (310 مليار دولار أمريكي) ويبلغ نصيب الفرد من الناتج المحلي الإجمالي 68810 روبية هندية (1٬100 دولار أمريكي). يُمثل الولاية 80 مقعد في مجلس النواب لوك سابها و 31 مقعد في مجلس الشيوخ راجيا سابها.
يدين أكثر من ثلاثة أرباع السكان بالديانة الهندوسية يليهم المسلمون. اللغة الهندية هي الأشهر وهي اللغة الرسمية للولاية مع اللغة الأردية. حكمت معظم الكيانات السياسية الهامة في تاريخ الهند القديم والعصور الوسطى الولاية مثل الإمبراطورية الماورية وهارشا وإمبراطورية جوبتا وإمبراطورية بالا وسلطنة دلهي وسلطنة مغول الهند إضافة إلى العديد من الممالك الأخرى. تحتضن الولاية العديد من المعابد الهندوسية المقدسة ومراكز الحج وتشتهر بوجهاتها السياحية التاريخية والطبيعية والدينية مثل آغرة وعليكرة وأيوديا وبريلي وغوراخبور وكانبور وكوشينجار ولكهنؤ وماثورا وميروت والله آباد وفاراناسي وفريندافان وبها ثلاث مواقع للتراث العالمي.

## التاريخ

### ما قبل التاريخ
عاش الصيادون وجامعو الثمار في الولاية منذ حوالي 85,000 إلى 72,000 سنة. وقد عُثر على آثار ما قبل التاريخ في الولاية تعود للعصر الحجري القديم الأوسط والعلوي يرجع تاريخها إلى ما بين 21,000 و 31,000 سنة، وكذلك وجدت مستوطنات للصيادين وجامعي الثمار من العصر الحجري الوسيط/الميكروليتي بالقرب من براتابجاره تعود إلى حوالي 10,550 إلى 9,550 قبل الميلاد. ظهرت القرى التي بها الماشية والأغنام والماعز والزراعة في وقت مبكر من 6,000 قبل الميلاد وتطورت تدريجيًا بين حوالي 4,000 و 1,500 قبل الميلاد بدءًا من حضارة وادي السند إلى الفترة الفيدية وصولاً إلى العصر الحديدي.

### الفترة القديمة
سبعة من بين ستة عشر ماهاجانابادا - وهي جمهوريات الأوليغارشية كانت موجودة في الهند القديمة - كانت تقع في حدود الولاية الحديثة. وكانت مملكة كوسالا، كانت موجودة في عصر ماهاجانابادا، تقع أيضًا ضمن حدود ولاية أتر برديش المعاصرة. تذكر الأساطير الهندوسية أن الملك الإلهي راما، بطل ملحمة رامايانا، ولد في أيوديا عاصمة كوسالا. ويُعتقد أيضًا أن الملك الإلهي كريشنا، بطل في ملحمة مهابهاراتا وهو التجسيد الثامن للإله الهندوسي فيشنو، وُلد في مدينة ماثورا. تمثل مملكة كوروس التي تشتهر بثقافة الأواني السوداء والحمراء والأواني الرمادية بداية العصر الحديدي في شمال غرب الهند في حوالي عام 1000 قبل الميلاد.
كانت السيطرة على منطقة سهول الغانج حيوية لقوة واستقرار الإمبراطوريات الهندية الكبر مثل الإمبراطورية الماورية (320-200 ق.م) والإمبراطورية الكوشانية (100-250 م) وإمبراطورية جوبتا (350-600) وسلالة غورجارا براتيهارا (650-1036). صعدت مدينة قنوج بعد سقوط دواب نهري الغانج وجمنة بعد أن دمّرت الغزوات الهونية إمبراطورية جوبتا. بلغت إمبراطورية قنوج ذروتها في عهد هارشا (590-647) وامتدت من البنجاب في الشمال وكجرات من الغرب والبنغال من الشرق وأوديشا من الجنوب وأجزاء من وسط الهند شمال نهر نرمادة وكل سهل الغانج الهندي. وتدعي العديد من العوائل أنها تنتسب إلى قنوج. تفككت إمبراطورية هارشا بعد وفاته بفترة وجيزة إلى عدة ممالك وغزتها وحكمتها سلالة غورجارا براتيهارا التي تصارع إمبراطورية بالا على حكم المنطقة. غزت سلالة راشتراكوتا الهندية الجنوبية قنوج عدة مرات من القرن الثامن إلى القرن العاشر. حكمت سلالة شيرو المنطقة بعد سقوط إمبراطورية بالا من القرن الثاني عشر إلى القرن الثامن عشر.

### العصور الوسطى والعصر الحديث
حكمت سلطنة دلهي أجزاء من الولاية أو كلها لمدة 320 عامًا (1206-1526). تعاقبت على حكمه السلطنة خمس سلالات: سلالة المماليك (1206-1290) وسلالة الخلجي (1290-1320) وسلالة تغلق (1320-1414) وسلالة السيد (1414-1451) وسلالة لودي (1451-1526).
غزا قطب الدين أيبك، أول سلاطين دلهي، مناطق ميروت وعليكرة وإيتاوة في الولاية. خليفته، إلتوتميش، وسع خليفته شمس الدين التتمش حكم السلطنة في الولاية بفوزه على ملك قنوج. ثبت غياث الدين بلبن حكم السلطنة. جاء علاء الدين الخلجي وضم فاراناسي والله آباد من الولاية إلى حكمه. ظهر في الولاية في تلك الفترة العديد من المتصوفة مثل نظام الدين أولياء وقطب الدين بختيار كاكي، كما شُيدت في هذا العصر مساجد ومقابر مهمة مثل مسجد عطالله في جونبور والمسجد الجامع في فاتح بور سيكري وقبر غياث الدين تغلق في تغلق آباد.
سار ظهير الدين بابر التيموري، الذي ينحدر من سلالة تيمورلنك وجنكيز خان من وادي فرغانة (في أوزبكستان الحالية)، عبر ممر خيبر ليغزوا الهند ويؤسس سلطنة المغول التي حكمت الهند وأفغانستان وباكستان وبنغلاديش الحالية. يعود أصل بابر إلى الأتراك الفارسيين في آسيا الوسطى مع آثار تقاليد مغولية. أصبحت ولاية أتر برديش قلب سلطنة مغول الهند، حكم بابر وابنه همايون الولاية من دلهي. استولى الأفغاني شير شاه سوري على ولاية أتر برديش في عام 1540 بعد أن هزم الملك المغولي همايون. حكم شير شاه وابنه سليم شاه الولاية من عاصمتهما قاليور. بعدما توفي سليم شاه سوري أصبح وزيره هيمو البقال الحاكم الفعلي لأتر برديش وبهار ومدهيا برديش وغرب البنغال. لقب هيمو نفسه بكرماديت الهندوسي في بورانا كيلا بدلهي في 7 أكتوبر 1556. قُتل هيمو بعد شهر في معركة باني بت الثانية وعادت ولاية أتر برديش تحت حكم أكبر ابن همايون، وحكم دولته من آغرا وفاتح بور سيكري.
ضعفت سلطنة المغول في القرن الثامن عشر فعزت إمبراطورية ماراثا الولاية في منتصف القرن 18. أحكم الماراثا سيطرتهم على المنطقة بعد القضاء على الروهيلا في 18 ديسمبر 1788 باعتقال غلام قادر حفيد نجيب الدولة الذي هزمه الجنرال ماراثا ماهاداجي سينديا. أصبح جزء كبير من المنطقة تحت السيادة البريطانية بعد أن هزمت شركة الهندية الشرقية إمبراطورية الماراثا في الحرب الإنجليزية الماراثية الثانية في عامي 1803-04.

#### الحكم البريطاني
وقعت عدة معارك في شمال الهند أدت إلى ضم شركة الهند الشرقية مناطق الولاية الحالية وأيضًا مملكتي أجمير وجيبور إلى حكمها واسمتها المملكتين باسم "المقاطعات الشمالية الغربية" (أغرا). كانت هذه المقاطعة واحدة من أصغر ولايات الإمبراطورية الهندية البريطانية. تغيرت عاصمتها مرتين بين أغرا والله أباد.
اندلع تمرد خطير في أجزاء مختلفة من شمال الهند عرف ب ثورة الهند سنة 1857 بعد السخط من الحكم البريطاني. يُعتبر مانجال باندي، من فوج البنغال المتمركز في معسكر ميروت، أحد قادة هذا التمرد. أعاد البريطانيون تقسيم المناطق المتمردة ففصلوا منطقة دلهي عن المقاطعات الشمالية الغربية ودمجوها مع مقاطعة البنجاب، ودُمجت منطقة أجمير ميوار مع راجبوتانا وأُدمجت دولة أوده في المقاطعات. وأُطلق على الدولة الجديدة اسم المقاطعات الشمالية الغربية لأغرا وعود وأُعيدت تسميتها في عام 1902 باسم مقاطعات أغرا وعود المتحدة، وكان يشار إليها عادةً باسم المقاطعات المتحدة أو اختصارها UP.
نُقلت عاصمة المقاطعة من الله آباد إلى لكهنؤ في عام 1920 لكن استمرت المحكمة العليا في الله أباد وأُنشئت هيئة لها في لكهنؤ. حتى الآن الله أباد قاعدة إدارية مهمة للولاية وبها العديد من المقرات الإدارية. لعبت الولاية دورًا مركزيًا في السياسة الهندية وكانت ذات أهمية خاصة في التاريخ الهندي الحديث كونها مركز لحركة الاستقلال الهندية. استضافت الولاية مؤسسات تعليمية حديثة مثل جامعة عليكرة الإسلامية وجامعة باناراس الهندية ودار العلوم ديوبند. وظهرت شخصيات وطنية معروفة منها مثل رام براساد بيسميل وشاندرا شيخار آزاد الذين كانوا من قادة الحركة في الولاية وموتيلال نهرو وجواهر لال نهرو ومادان موهان مالافيا وجوفيند بالابه الذي كان من القادة البارزين للمؤتمر الوطني الهندي. شُكل كيسان سابها لعموم الهند في جلسة لكهنؤ للمؤتمر الوطني الهندي في 11 أبريل 1963 وانتخب في الجلسة ساهاجاناند ساراسواتي أول رئيس له لمعالجة المظالم الطويلة التي عانى منها الفلاحين وحمايتهم من هجمات ملاك الأراضي. وقت حركة اتركوا الهند في عام 1942 قامت مقاطعة باليا بإسقاط السلطة الاستعمارية وأقامت إدارة مستقلة بها تحت قيادة تشيتو باندي وهي حركة بارزة في حركة استقلال الهند.

#### ما بعد الاستقلال
تم تغيير اسم "المقاطعات المتحدة" إلى "أتر برديش" الذي يعني "المقاطعة الشمالية" لكن بقي اختصار UP، بعد الاستقلال وأصبح التغيير ساريًا في 24 يناير 1950. تكونت الولاية الجديدة من دمج العديد من الولايات والأقاليم الأميرية منها مقاطعات أغرا وعود وإقليم دلهي. أنجبت الولاية تسعة من رؤساء وزراء الهند وهو العدد الأكبر مقارنةً بأي ولاية أخرى ويخرج منها أكبر عدد من المقاعد في لوك سابها. على نفوذها السياسي القديم إلا أن سجلها الضعيف في التنمية الاقتصادية والإدارة والجريمة المنظمة والفساد جعلها من بين الولايات المتخلفة في الهند. كما شهدت الولاية حوادث متكررة من العنف الطائفي والعرقي. هدم غوغاء هندوس المسجد البابري في أيوديا في ديسمبر 1992 في حركة نشرت العنف في أنحاء الهند. فصلت المناطق الشمالية لتشكيل ولاية أوتاراخند الجديدة في عام 2000.

## الجغرافيا

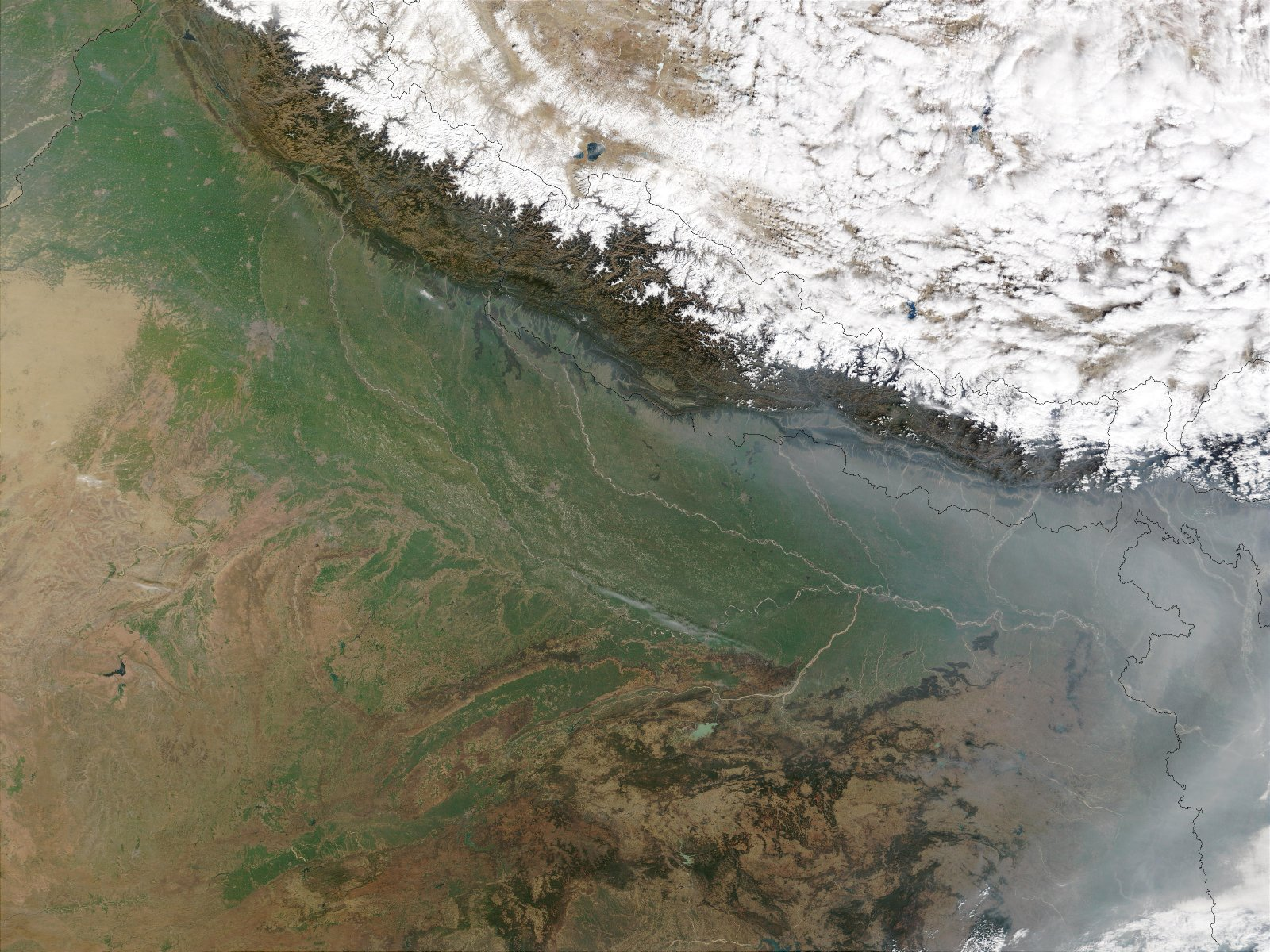
صورة فضائية لولاية أتر برديش

تبلغ مساحة ولاية أتر برديش 240,928 كيلومتر مربع (93,023 ميل2) وهي رابع أكبر ولاية في الهند من حيث المساحة. تقع الولاية في شمال الهند ولها حدود دولية مع نيبال. تحدها جبال الهيمالايا من الشمال تليها السهول التي تغطي معظم الولاية. توجد منطقة سهل الغانج الكبرى في الشمال ودواب نهري الغانج وجمنة وسهل تيراي. تقع سلسلة جبال Vindhya والمنطقة الهضبية في الجنوب، وتتميز الولاية بالإجمال بطبقات الصخور الصلبة وتضاريسها المتنوعة من التلال والسهول والوديان والهضاب. تبدأ تضاريس الولاية من الشمال بمنطقة بهابهار التي تليها سهول تيراي ذات الأعشاب الطويلة والغابات الكثيفة المتقطعة بالمستنقعات والبرك. ينقسم السهل الرسوبي إلى ثلاث مناطق فرعية؛ الأولى في الشرق بها 14 منطقة تعاني من الفيضانات والجفاف وتُعتبر مناطق شحيحة، وهي ذات كثافة سكانية مرتفعة. المنطقتان الأخريان، الوسطى والغربية، حالتهما الزراعية أفضل نسبيًا بسبب نظام الري المتقدم بهما. تواجه هذه المناطق مشكلة التشبع بالمياه. تحتوي الولاية على أكثر من 32 نهرًا كبيرًا وصغيرًا منها الغانج وجمنة وساراسواتي وSarayu وBetwa ونهر غاغهرا وهي أنهار رئيسية مقدسة في الهندوسية.
ينتشر في الولاية نمط الزراعة المكثفة، والولاية تنقسم إلى ثلاث مناطق مناخية زراعية: منطقة سهول الغانج الوسطى (المنطقة الرابعة) ومنطقة سهول الغانج العليا (المنطقة الخامسة) والهضبة الوسطى ومنطقة التلال (المنطقة الثامنة). تربة الشهول غنية وخصبة ونظام الري بها متقدم عكس التلال التي تنقص بها مرافق الري. يوجد الحزام الانتقالي الذي يمتد عبر الولاية يُسمى منطقة تيراي وبهابهار بها غابات غنية تخترقها جداول مائية تتحول إلى سيول جارفة وقت الأمطار الموسمية.

### المناخ

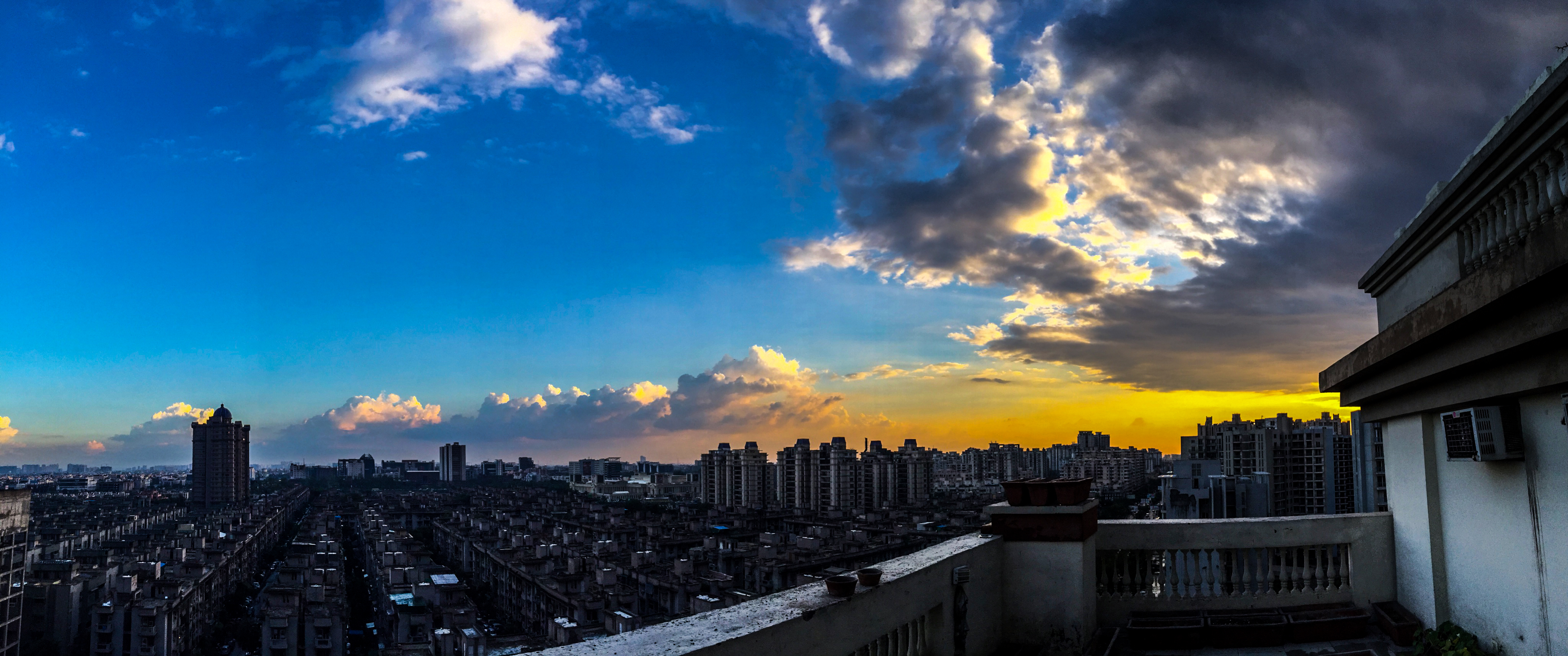
غيوم موسمية فوق إنديرابورام

تتمتع ولاية أتر برديش بمناخ شبه استوائي رطب. يمتد فصل الشتاء بها في شهري يناير وفبراير يليه الصيف من مارس إلى مايو، ثم موسم الأمطار الموسمية من يونيو إلى سبتمبر. الصيف قاسٍ وتتراوح فيه درجات الحرارة بين 0–50 °م (32–122 °ف) وتجري فيها رياح ساخنة جافة تُعرف بـ "لو". يتباين مناخ سهل الغانج من شبه جاف إلى شبه رطب. يتراوح معدل الأمطار السنوي من 650 ملم (26 بوصة) في الجزء الجنوبي الغربي من الولاية إلى 1000 ملم (39 بوصة) في الأجزاء الشرقية والجنوبية الشرقية، من 170 سم (67 بوصة) في المناطق الجبلية إلى 84 سم (33 بوصة) في الغرب. تأتي أغلب الأمطار الصيفية من الرياح الموسمية الهندية الآتية من خليج البنغال. تأتي الأمطار الغزيرة بعد الصيف من الرياح الموسمية الجنوبية الغربية وتأتي الأمطار الشتوية من الرياح الموسمية الشمالية الشرقية ونسبتها صغيرة من الكمية الإجمالية للأمطار الولاية.
المناخ في سلسلة جبال وهضبة فينديا شبه استوائي بمعدل هطول أمطار سنوي يتراوح بين 1000 و 1200 ملم (39 و 47 بوصة) في موسم الأمطار الموسمية. يمتد الصيف في تقع المنطقة من مارس إلى يونيو بدرجة حرارة تتراوح بين 30 و 38 درجة مئوية (86-100 درجة فهرنهايت) ورطوبة نسبية حوالي 20٪ ورياح ساخنة محملة بالغبار تعرف باسم لو في كافة أنحاء الولاية.
| البيانات المناخية لـUttar Pradesh | البيانات المناخية لـUttar Pradesh | البيانات المناخية لـUttar Pradesh | البيانات المناخية لـUttar Pradesh | البيانات المناخية لـUttar Pradesh | البيانات المناخية لـUttar Pradesh | البيانات المناخية لـUttar Pradesh | البيانات المناخية لـUttar Pradesh | البيانات المناخية لـUttar Pradesh | البيانات المناخية لـUttar Pradesh | البيانات المناخية لـUttar Pradesh | البيانات المناخية لـUttar Pradesh | البيانات المناخية لـUttar Pradesh | البيانات المناخية لـUttar Pradesh |
| الشهر                             | يناير                             | فبراير                            | مارس                              | أبريل                             | مايو                              | يونيو                             | يوليو                             | أغسطس                             | سبتمبر                            | أكتوبر                            | نوفمبر                            | ديسمبر                            | المعدل السنوي                     |
| --------------------------------- | --------------------------------- | --------------------------------- | --------------------------------- | --------------------------------- | --------------------------------- | --------------------------------- | --------------------------------- | --------------------------------- | --------------------------------- | --------------------------------- | --------------------------------- | --------------------------------- | --------------------------------- |
| متوسط درجة الحرارة الكبرى °م (°ف) | 29.9 (85.8)                       | 31.9 (89.4)                       | 35.4 (95.7)                       | 37.7 (99.9)                       | 36.9 (98.4)                       | 31.7 (89.1)                       | 28.4 (83.1)                       | 27.4 (81.3)                       | 29.4 (84.9)                       | 31.4 (88.5)                       | 30.1 (86.2)                       | 28.9 (84.0)                       | 31.6 (88.9)                       |
| متوسط درجة الحرارة الصغرى °م (°ف) | 11.0 (51.8)                       | 12.1 (53.8)                       | 15.8 (60.4)                       | 19.9 (67.8)                       | 22.4 (72.3)                       | 22.9 (73.2)                       | 22.2 (72.0)                       | 21.6 (70.9)                       | 20.8 (69.4)                       | 18.5 (65.3)                       | 14.4 (57.9)                       | 11.5 (52.7)                       | 17.8 (64.0)                       |
| الهطول مم (إنش)                   | 0 (0)                             | 3 (0.1)                           | 2 (0.1)                           | 11 (0.4)                          | 40 (1.6)                          | 138 (5.4)                         | 163 (6.4)                         | 129 (5.1)                         | 155 (6.1)                         | 68 (2.7)                          | 28 (1.1)                          | 4 (0.2)                           | 741 (29.2)                        |
| متوسط أيام هطول الأمطار           | 0.1                               | 0.3                               | 0.3                               | 1.1                               | 3.3                               | 10.9                              | 17.0                              | 16.2                              | 10.9                              | 5.0                               | 2.4                               | 0.3                               | 67.8                              |
| ساعات سطوع الشمس الشهرية          | 291.4                             | 282.8                             | 300.7                             | 303.0                             | 316.2                             | 186.0                             | 120.9                             | 111.6                             | 177.0                             | 248.44                            | 270.0                             | 288.3                             | 2٬896٫34                          |
| المصدر:                           |                                   |                                   |                                   |                                   |                                   |                                   |                                   |                                   |                                   |                                   |                                   |                                   |                                   |

### الحياة البرية
الولاية غنية في الموارد الطبيعية. بلغت مساحة الغابات المسجلة في الولاية 16,583 كـم2 (6,403 ميل2) أي ما يقارب 6.9% من المساحة الجغرافية للولاية في عام 2011. هناك أنواع متعددة من الحيوانات والنباتات والأشجار في الولاية على إزالة الغابات والصيد غير القانوني للحيوانات البرية. تضم أتر برديش 4.2% من أنواع الطحالب المسجلة في الهند و 6.4% من الفطريات و 6.0% من الأشنات و 2.9% من الطحلبيات و 3.3% من السرخسيات و 8.7% من النباتات عاريات البذور و 8.1% من النباتات كاسيات البذور.
تحتوي الغابات الجبلية العليا المعتدلة على أنواع متعددة من الأشجار والثدييات الكبيرة والصغيرة والزواحف والحشرات. توجد النباتات الطبية في برية الولاية وتُزرع أيضًا في المزارع. تنمو الأشجار المتساقطة الرطبة في سهل الغانج العلوي خاصةً بالقرب من ضفاف النهر وبها تنوع نباتي كبير. يعيش نهر الغانج وروافده العديد من الزواحف الكبيرة والصغيرة والبرمائيات وأسماك المياه العذبة وسرطان البحر. توجد الغابات القاحلة في منطقة ( فيندياس ) Vindhyas ويجد بها أشجار السنط العربي وحيوان الغزال الهندي. تنتشر الغابات الاستوائية الجافة المتساقطة الأوراق في السهول فتوفر أشعة الشمس الوفيرة بيئة مثالية لنمو الشجيرات والأعشاب. لكن حولت مساحات كبيرة من هذه الغابات إلى أراضٍ زراعية. توجد الغابات الاستوائية الشائكة، خاصة البابول، بكثرة في الأجزاء الجنوبية الغربية من الولاية.
ولاية أتر برديش معروفة بتنوع الطيور الكبير بها. من الأنواع المشهورة الحمامية وطاووس ودجاجة الأدغال وحجل أسود وعصفور دوري والطيور المغردة والقيق الأزرق ودرة وسمان وبلبل وأبو مشط والرفرافيات ونقار الخشب. تضم الولاية محميات طيور مثل محمية بخيرا ومحمية شامبال الوطنية ومحمية شاندرا برابها للحياة البرية ومحمية هاستينابور للحياة البرية ومحمية كايمور للحياة البرية ومحمية أوخلا.

تحتوي الولاية أيضًا على زواحف مثل السحالي والناشر والغضوب والغريال. من أنواع الأسماك الكثيرة هي الكارب ‏ والسلمون المرقط. انقرضت بعض أنواع الحيوانات من الولاية وأخرى مهددة بالانقراض مثل أسد الغانج ووحيد قرن تيراي ودلفين نهر الغانج الذي يعيش في نهر الغانج. العديد من الأنواع تتعرض للصيد غير القانوني على الجهود الحكومية للتنظيم.

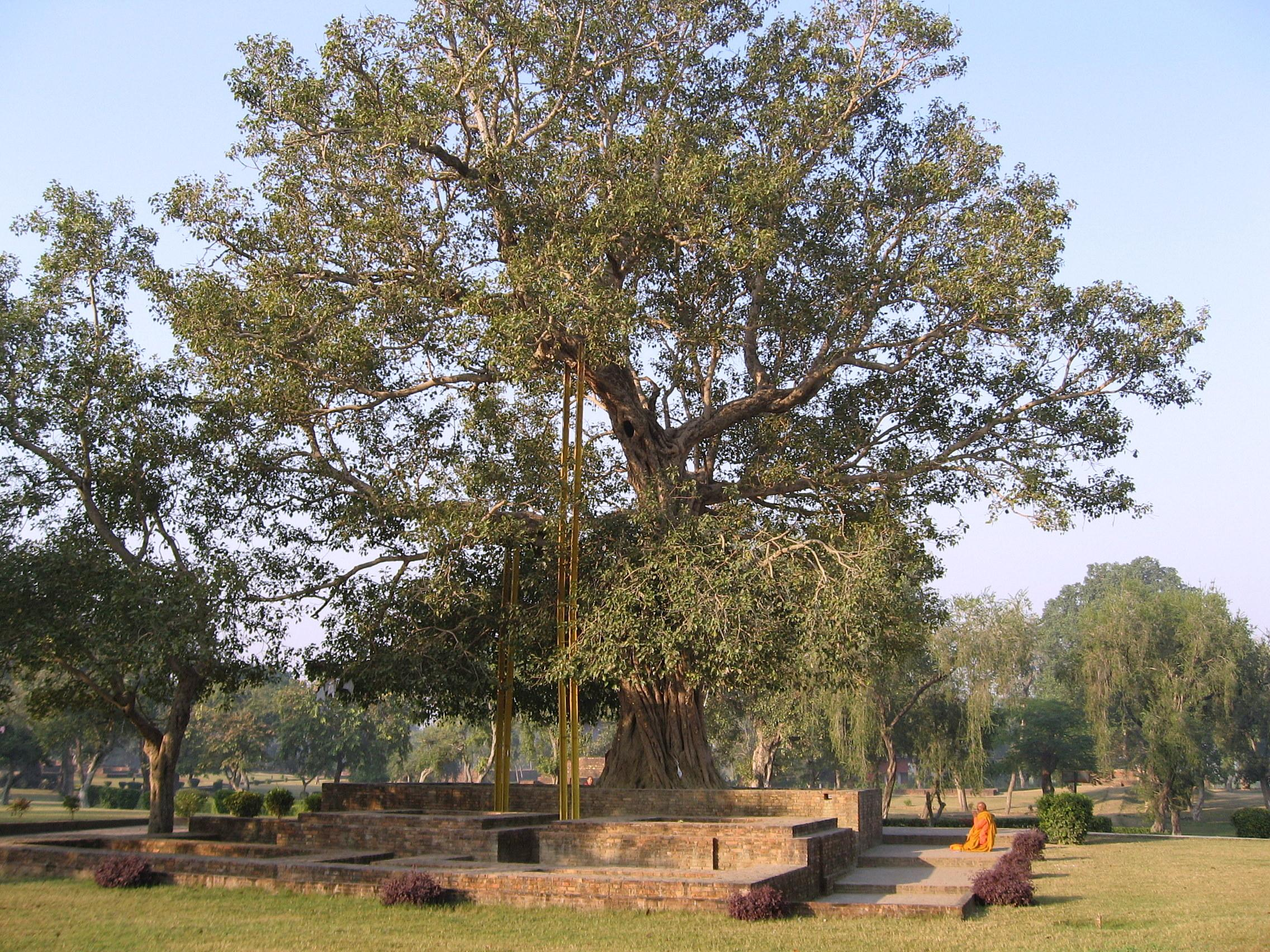
أثأب الهند في دير جيتافانا، سرافاستي
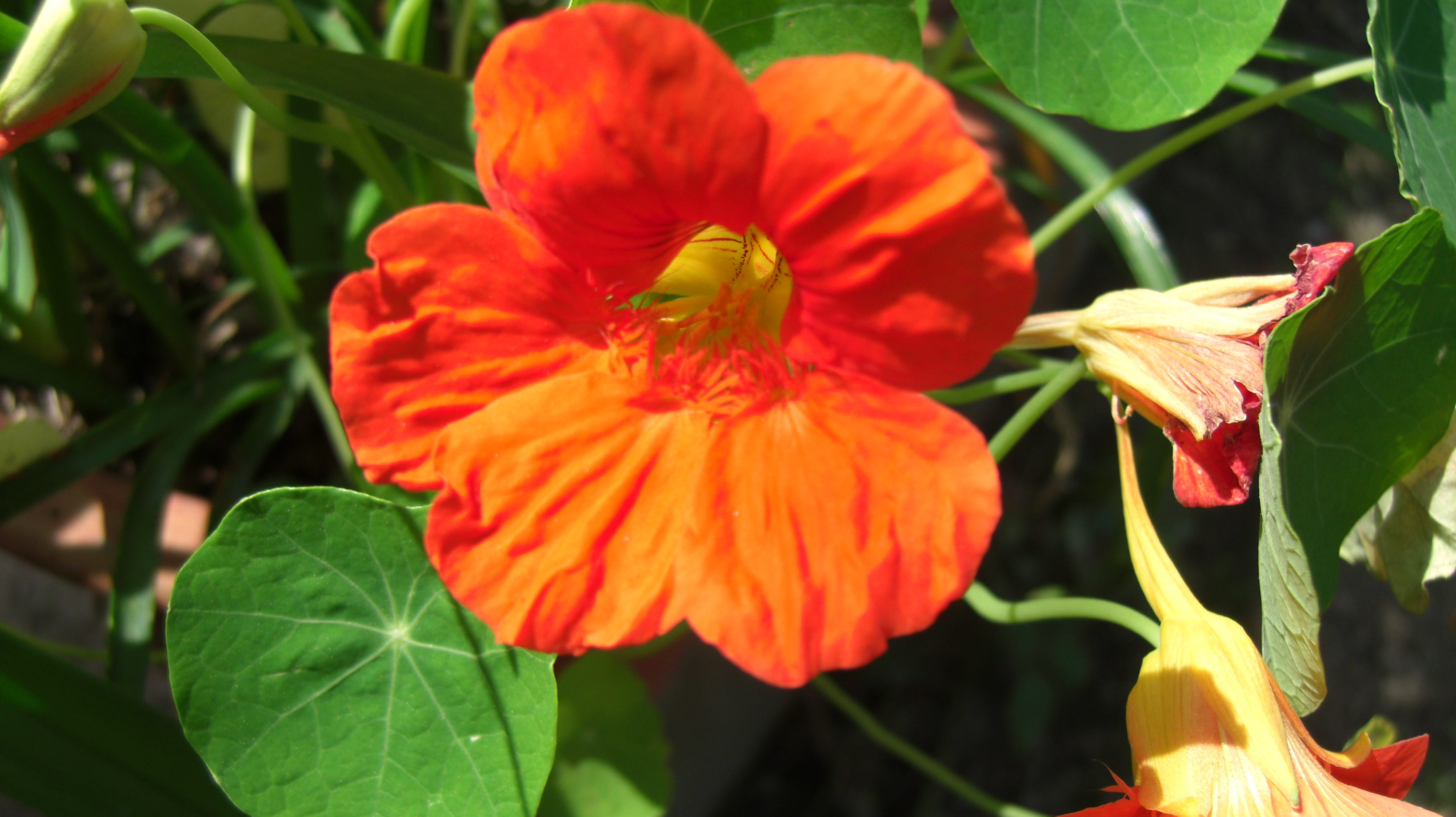
كبوسين كبير الموجود بالأساس في منطقة هاردوي
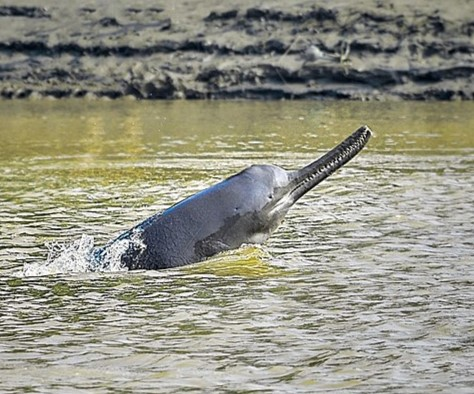
دلفين نهر الغانج المهدد بالانقراض
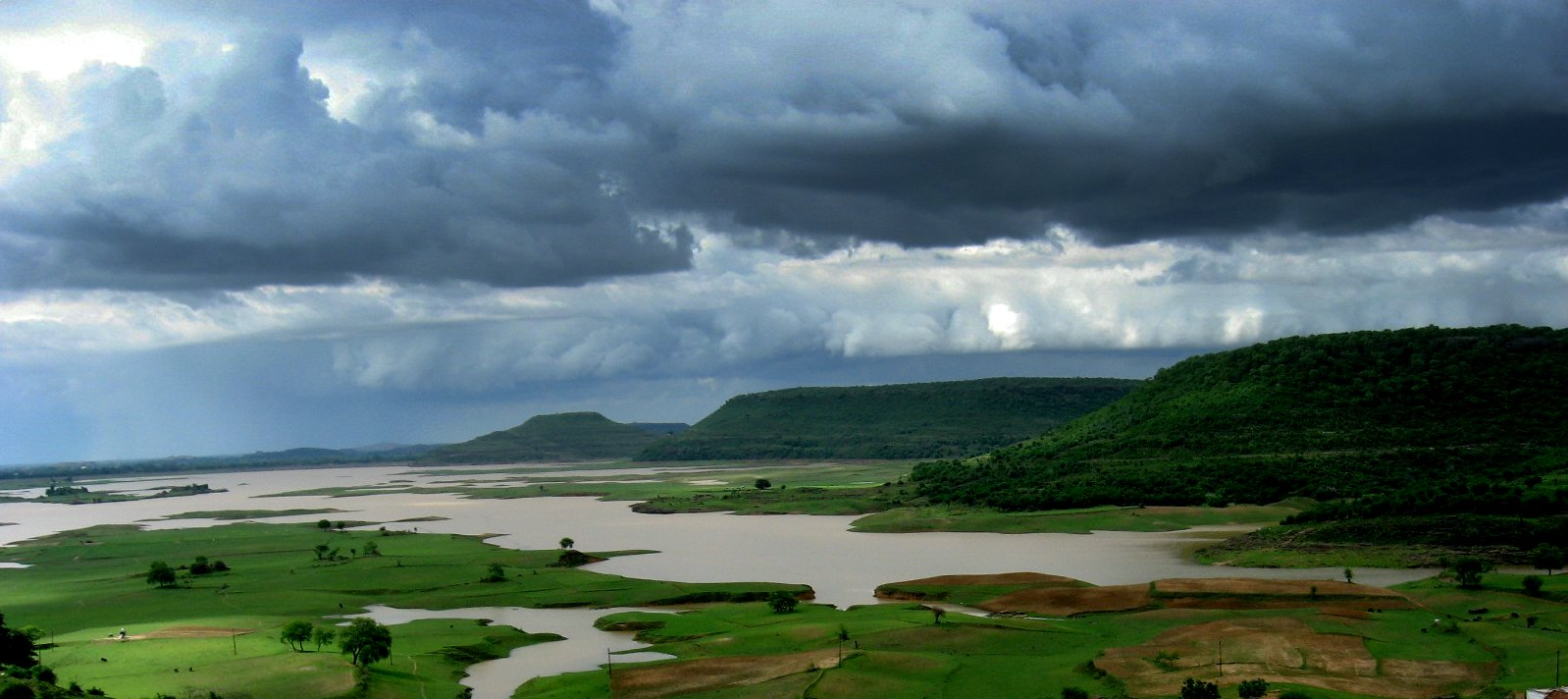
صورة بمنطقة تيراي
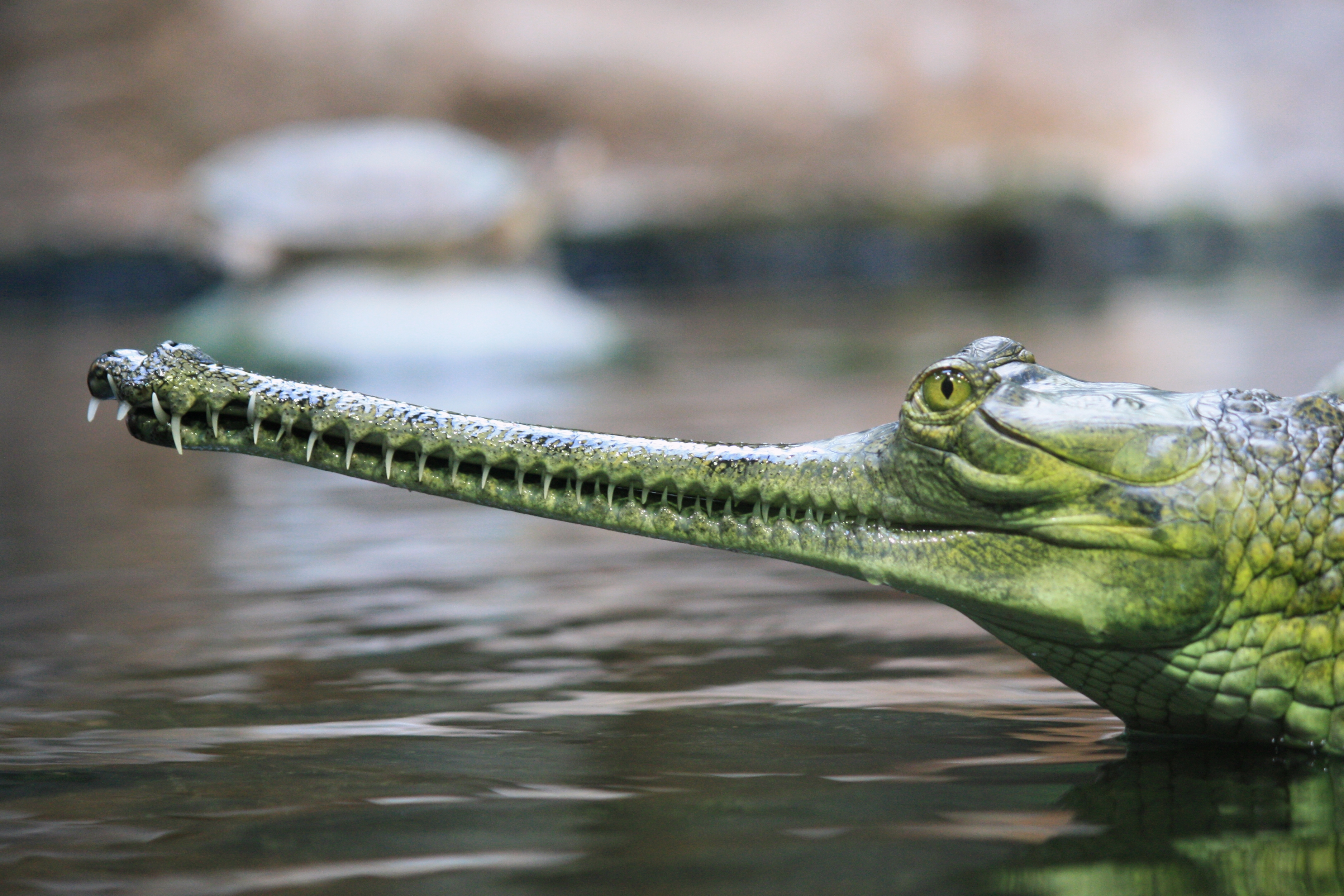
غريال هو تمساح كبير آكل للأسماك في نهر الغانج

## الحكم والإدارة

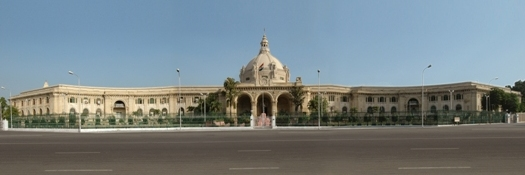
الجمعية التشريعية لولاية أتر برديش (فيدهان سابها)، مجلس النواب في الهيئة التشريعية المكونة من مجلسين

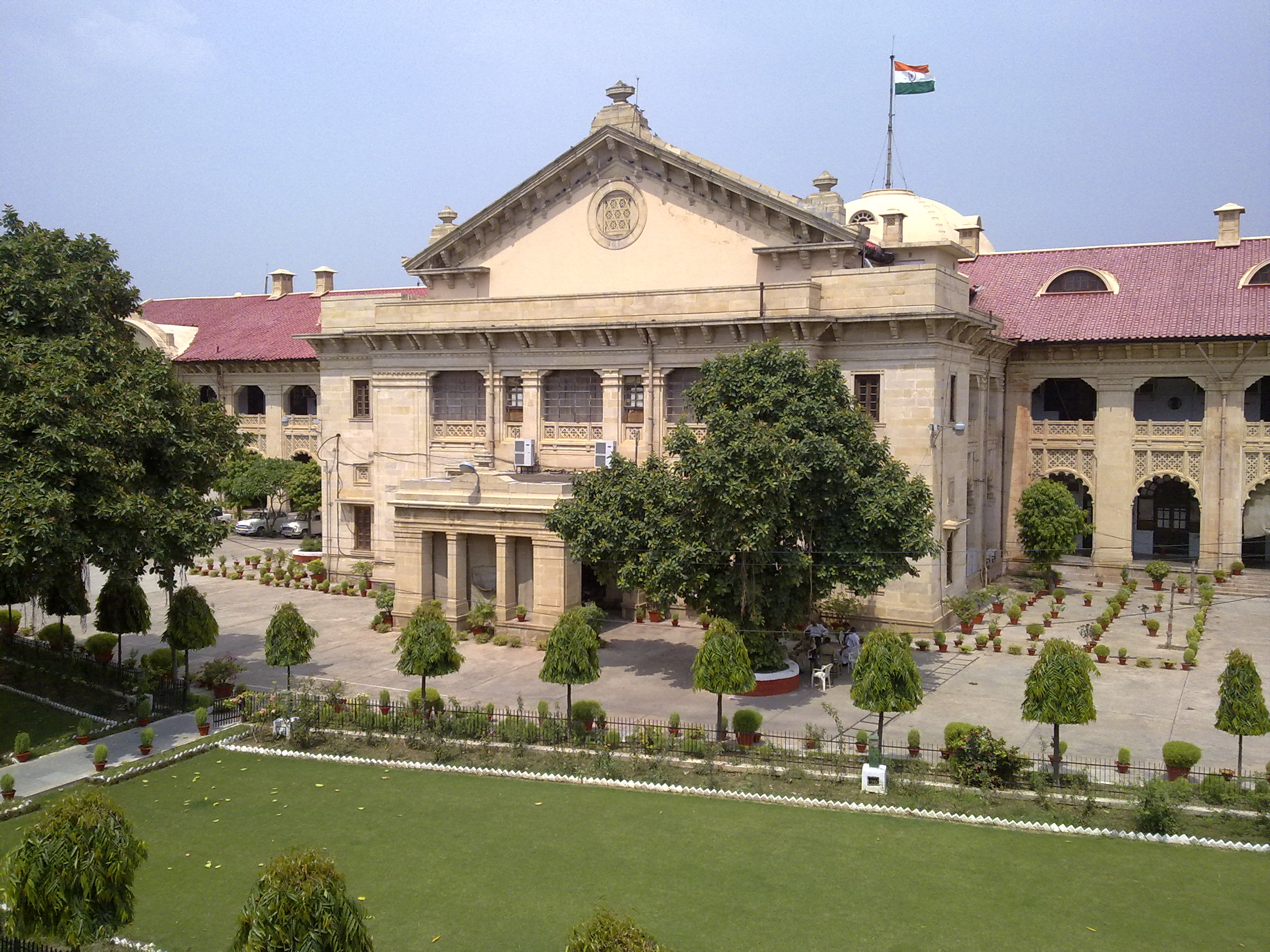
محكمة الله أباد العليا

تعتمد الدولة نظاماً برلمانياً يعتمد على الديمقراطية التمثيلية. تُعد أتر برديش واحدة من سبع ولايات في الهند يتألف مجلسها التشريعي من مجلسين: فيدهان سابها (الجمعية التشريعية) وفيدهان باريشاد (المجلس التشريعي). تتكون الجمعية التشريعية من 404 أعضاء يُنتخبون لمدة خمس سنوات، بينما المجلس التشريعي هو هيئة دائمة بها 100 عضو يتقاعد ثلثهم كل عامين. يمثل الولاية أكبر عدد من المشرعين في البرلمان الوطني، فيمثل الولاية 80 مقعداً في لوك سابها مجلس النواب، و31 مقعداً في راجيا سابها مجلس الشيوخ.
حكومة أتر برديش هيئة منتخبة ديمقراطياً في الهند ويعتبر الحاكم الرئيس الدستور ويعينه رئيس الهند لمدة خمس سنوات. يُعين الحاكم زعيم الحزب أو الائتلاف الحاصل على الأغلبية في الجمعية التشريعية رئيسًا للوزراء ويُعين مجلس الوزراء بعد مشورة رئيس الوزراء. حاكم الولاية رئيس شرفي ويتولى رئيس الوزراء ومجلسه مسؤولية الإدارة اليومية للحكومة. يتألف مجلس الوزراء من وزراء مجلس الوزراء ووزراء الدولة ويُساعد الأمانة العامة برئاسة الأمين العام مجلس الوزراء. السكرتير الأول هو الرئيس الإداري للحكومة ويُدير كل إدارة حكومية وزير بمساعدة سكرتير أول إضافي أو سكرتير رئيسي وعادةً من موظفي الخدمة الإدارية الهندية وهو رئيس إداري للإدارة المُعين فيها. وتضم كل إدارة أيضاً موظفين برتبة سكرتير وسكرتير خاص وسكرتير مشترك وغيرهم لمساعدة الوزير والسكرتير الأول.
تُقسم الولاية إلى 18 قسمًا و75 مقاطعة. يترأس الإدارة على مستوى القسم مفوض الشعبة وهو ضابط من خدمة الإدارة الهندية. يدير كل مقاطعة قاضي مقاطعة وهو أيضًا ضابط من خدمة الإدارة يساعده في مهام منصبه ضباط من خدمات الولاية. قاضي المقاطعة مسؤول عن الحفاظ على القانون والنظام وتقديم الخدمات العامة في المقاطعة. أما مستوى الكتلة فيكون مسؤول تطوير الكتلة (BDO) هو المسؤول عن التنمية الشاملة لها. يترأس شرطة الولاية ضابط من خدمة الشرطة الهنديبرتبة مدير عام. ويُعهد إلى مراقب الشرطة، وهو ضابط من خدمة السجون، بمسؤولية الحفاظ على القانون والنظام والمسائل ذات الصلة في كل مقاطعة. ويدير ضابط الغابات في القسم، وهو ضابط من دائرة الغابات الهندية، الغابات والبيئة والحياة البرية في المنطقة بمساعدة ضباط من دائرة الغابات الإقليمية ودائرة الغابات التابعة لولاية أتر برديش.
تتألف السلطة القضائية في الولاية من محكمة الله أباد العليا في الله آباد وفرع لكهنؤ التابع له بالإضافة إلى محاكم المقاطعات ومحاكم الجلسات في كل مقاطعة أو قسم. كما توجد المحاكم الدنيا على مستوى التحصيل. يعين رئيس الهند رئيس محكمة الله أباد العليا للقضاء في ولاية أتر برديش بمشورة رئيس قضاة المحكمة العليا الهندية وحاكم ولاية أتر برديش. تُعد الخدمة القضائية التابعة المقسمة إلى الخدمات القضائية المدنية والخدمة القضائية العليا في الولاية جزءًا حيويًا آخر من السلطة القضائية في الولاية. تشمل الخدمات القضائية المدنية القضاة المدنيين (الشعبة المبتدئة) والقضاة القضائيين والقضاة المدنيين (الشعبة العليا) ورئيس القضاة وتضم الخدمة القضائية العليا القضاة المدنيين وقضاة الجلسات. تخضع الخدمة القضائية الفرعية، مثل محكمة مقاطعة إيتاواه ومحكمة مقاطعة كانبور ديهات، لسيطرة قاضي المقاطعة ضمن السلطة القضائية في ولاية أتر برديش.
تهيمن أربعة أحزاب سياسية رئيسة على المشهد السياسي في الولاية: حزب ساماجوادي وحزب باهوجان ساماج وحزب بهاراتيا جاناتا والمؤتمر الوطني الهندي. وقد أنجبت الولاية ثمانية من رؤساء وزراء الهند.

### التقسيم الإداري

التقسيم الإداري للولاية

تنقسم ولاية أتر برديش إلى 18 قسم تنقسم إلى 75 مقاطعة:
| 1. Saharanpur 2. Moradabad 3. Bareilly 4. Meerut 5. Aligarh 6. Agra 7. Devipatan 8. Basti 9. Gorakhpur | 1. Kanpur 2. Lucknow 3. Ayodhya 4. Azamgarh 5. Jhansi 6. Chitrakoot 7. Prayagraj 8. Varanasi 9. Mirzapur |

فيما يلي قائمة بأهم المناطق من الولاية حسب عدد السكان، والتربة حسب عدد السكان على مستوى الهند.
| الرتبة (في الهند) | المنطقة         | السكان    | النمو (%) | نسبة الجنس (أنثى لكل 1000 ذكر) | معدل القراءة والكتابة (%) |
| ----------------- | --------------- | --------- | --------- | ------------------------------ | ------------------------- |
| 13                | منطقة الله آباد | 5,954,391 | 20.63     | 901                            | 72.32                     |
| 26                | منطقة مراد أباد | 4,772,006 | 25.22     | 906                            | 56.77                     |
| 27                | منطقة غازي      | 4,681,645 | 42.27     | 881                            | 78.07                     |
| 30                | منطقة أعظم كره  | 4,613,913 | 17.11     | 1019                           | 70.93                     |
| 31                | منطقة لكهنؤ     | 4,589,838 | 25.82     | 917                            | 77.29                     |
| 32                | كانبور نجر      | 4,581,268 | 9.92      | 862                            | 79.65                     |
| 41                | Agra            | 4,418,797 | 22.05     | 868                            | 71.58                     |
| 50                | منطقة باريلي    | 4,448,359 | 22.93%    | 887                            | 58.5                      |

يتولى الحكم في المقاطعات قاضي المقاطعة وهو ضابط من خدمة الإدارة الهندية تعينه حكومة الولاية ويقدم تقاريره إلى مفوض القسم الذي تنتمي إليه منطقته. مفوض القسم هو ضابط إيذا من خدمة الإدارة ذو رتبة عليا. تُقسم المقاطعة إلى عدة أقسام فرعية يحكمها قاضي قسم فرعية وتُقسم بدورها إلى كتل. تنقسم الكتل إلى البانشايات (المجالس القروية) وبلديات البلدات وتتألف من وحدات حضرية مثل المدن والوحدات الريفية التي تُعرف بغرام بانشايات.
تضم ولاية أتر برديش أكبر عدد من المدن الحضرية مقارنةً بأي ولاية أخرى في الهند. يبلغ عدد سكان الحضر بها 44.4 مليون نسمة أي 11.8% من الحضريين في الهند وهو ثاني أكبر عدد بين الولايات. كان هناك 15 تجمعًا حضريًا يفوق عدد سكانه الـ500,000 نسمة في تعداد 2011. يوجد في الولاية نظامًا معقدًا للبلديات فتُعد نجر ناجام (المؤسسة البلدية) هيئات محلية حضرية في المدن الكبرى مثل لكهنؤ وكانبور وفاراناسي التي يزيد عدد سكانها عن 4 ملايين نسمة وتُدار بواسطة رئيس بلدية وأعضاء مجلس منتخبين. يخدم المجلس البلدي المدن متوسطة الحجم مثل Bela Pratapgarh وجلاون وBisalpur ويُدار بواسطة رئيس ومستشارين. وأخيرا نجر بانشيات التي تعمل في المدن الصغيرة والمناطق شبه الحضرية مثل Badlapur, Jaunpur وBikapur وChilkana Sultanpur ويُدار بواسطة رئيس ومستشارين. هناك 14 شركة بلدية بالولاية بينما تُدار نويدا ونويدا الكبرى في منطقة جوتام بوذا نجر بشكل خاص من قبل السلطات القانونية بموجب قانون التنمية الصناعية لعام 1976 في ولاية أتر برديش.
أعلنت حكومة ولاية أتر برديش في عام 2011 بقيادة رئيسة الوزراء آنذاك، ماياواتي، عن مقترح لتقسيم الولاية إلى أربع ولايات جديدة هي: بورفانتشال وبوندلخاند وأواد برديش وباسيم برديش. لكن رُفض هذا الاقتراح لاحقًا عندما تولى حزب ساماجوادي بقيادة أخيليش ياداف السلطة في انتخابات 2012.

## السكان
الدين في أتر برديش (2011)
اللغات في الولاية (2011)
يوجد في ولاية أتر برديش عددًا هائلًا من السكان ومعدل نمو سكاني مرتفع. ازداد عدد سكانها بأكثر من 26% بين عامي 1991 و 2001. الولاية هي الأكبر من حيث عدد السكان في الهند بتعداد بلغ 199,581,477 نسمة في 1 مارس 2011، أي 16.2% من إجمالي سكان الهند. قُدر عدد سكان الولاية بحوالي 240 مليون نسمة في عام 2021. تصب كثافتها السكانية إلى 828 شخصًا لكل كيلومتر مربع مما يجعلها واحدة من الأكثر كثافة سكانية في البلاد. تحتوي الولاية على أكبر عدد من الطوائف المجدولة وتشكل القبائل المجدولة أقل من 1% من إجمالي السكان.
كانت نسبة الجنس في الولاية 912 امرأة لكل 1000 رجل في عام 2011، وهي أقل من المتوسط الوطني البالغ 943. يُعزى انخفاض نسبة النوع الاجتماعي في الولاية إلى عدة عوامل مثل الإجهاض الانتقائي بسبب الجنس ووأد البنات والتمييز ضد الفتيات والنساء. بلغ معدل النمو السكاني للولاية (تشمل أوتاراخند) 20.1%، وهو أعلى من المعدل الوطني البالغ 17.64% بين عامي 2001 و 2011. يعيش عدد كبير من سكان الولاية تحت خط الفقر. ذكر تقرير صادر عن البنك الدولي في عام 2016 أن وتيرة تقليل الفقر في الولاية أبطأ من باقي أنحاء البلاد. وأظهرت تقديرات بنك الاحتياطي الهندي لعام 2011-2012 أن الولاية بها 59 مليون شخص يعيشون تحت خط الفقر وهو العدد الأكبر بين جميع الولايات الهندية. تعاني المناطق الوسطى والشرقية من الولاية من مستويات فقر عالية جدًا. ذكر تقرير صادر عن وزارة الإحصاء وتنفيذ البرامج في عام 2020 أن دخل الفرد في الولاية يقل عن 80٬000 روبية هندية (1٬300 دولار أمريكي) سنويًا.
سجلت الولاية معدل إلمام بالقراءة والكتابة بلغ 67.7% في تعداد عام 2011، وهو أقل من المتوسط الوطني البالغ 74%، وبلغ المعدل 79% للرجال و 59% للنساء. كان معدل الإلمام بالقراءة والكتابة في الولاية 56% و 67% للرجال و 43% للنساء في عام 2001. ذُكر في تقرير يستند إلى مسح أجراه مكتب الإحصاء الوطني أن بلغ معدل الإلمام بالقراءة والكتابة في الولاية 73% وهو لا يزال أقل من المتوسط الوطني 77.7%، وأيضا فمعدل الإلمام بالقراءة والكتابة بين الرجال في المناطق الريفية يبلغ 80.5% وبين النساء 60.4% بينما في المناطق الحضرية يبلغ معدل الإلمام بالقراءة والكتابة للرجال 86.8% وللنساء 74.9%.
الهندية هي اللغة الرسمية للولاية ويتحدث بها أغلبية السكان. يليها اللغة البوجبورية التي يتحدث بها حوالي 11% من السكان. اللغات الإقليمية الأخرى المصنفة ضمن اللهجات الهندية في التعداد تشمل اللغة العوضية المستخدمة في منطقة عوض في وسط الولاية والبوجبورية في بورفانتشال شرق الولاية واللغة البرجية في منطقة براج غرب الولاية. تعترف حكومة الولاية بهذه اللغات وتستخدمها رسميًا في مناطقها. تعد الأردية اللغة الرسمية الثانية ويتحدث بها 5.4% من السكان. تستخدم الإنجليزية في التعليم والتجارة والحوكمة. اللغات الأخرى المستخدمة في الولاية هي البنجابية (0.3%) والبنغالية (0.1%).

## الجريمة
تذكر اللجنة الوطنية لحقوق الإنسان في الهند (NHRC) أن ولاية أتر برديش تحتل المرتبة الأولى في حالات القتل والوفيات أثناء الاحتجاز. سجلت الولاية 365 حالة وفاة قضائية من أصل 1530 حالة وفاة مسجلة في البلاد في عام 2014. كما ذكرت اللجنة أنه من بين أكثر من 30,000 جريمة قتل مسجلة في البلاد في عام 2016 كان نصيب الولاية 4,889 حالة منها. وقد سجلت بريلي أعلى عدد من الوفيات أثناء الاحتجاز بـ25 حالة تليها آغرة بـ 21 حالة والله أباد بـ 19 حالة وفاراناسي بـ 9 حالات. تذكر بيانات المكتب الوطني لسجلات الجريمة لعام 2011 أن في الولاية أعلى عدد من الجرائم بين جميع الولايات الهندية، ولكن بسبب ارتفاع عدد السكان فمعدل الجريمة الفعلي للفرد منخفض. تتصدر الولاية أيضًا قائمة الولايات بحسب حوادث العنف الطائفي فوقعت 23% من جميع حوادث العنف الطائفي في الهند في الولاية في تحليل وزراء الدولة للشؤون الداخلية لعام 2014. ذُكر في بحث أجراه بنك الدولة الهندي أن الولاية فشلت في تحسين مؤشر التنمية البشرية بها على مدى 27 عامًا (1990-2017). زادت قيمة مؤشر التنمية البشرية تدريجيًا من 0.39 في عام 1990 إلى 0.59 في عام 2017. تعد شرطة أتر برديش التي تخضع لوزارة الداخلية والسرية أكبر قوة شرطة في العالم.
سجلت الولاية 23,219 حالة نتيجة حوادث الطرق والسكك الحديدية في عام 2015 كما في بيانات المكتب الوطني لسجلات الجريمة، وهو أعلى عدد بين ولايات الهند. كان هناك 8109 وفيات بسبب القيادة المتهورة من بين تلك الحوادث. شهدت الولاية ثلاث هجمات إرهابية شملت انفجارات في مواقع تاريخية مقدسة ومحكمة ومعبد من عامي 2006 و2010. وقعت سلسلة تفجيرات في مدينة فاراناسي في 7 مارس 2006 أسفرتعن مقتل ما لا يقل عن 28 شخصًا وإصابة ما يصل إلى 101 آخرين.
في مساء 23 نوفمبر 2007، خلال 25 دقيقة، وقعت ستة انفجارات متتالية في 25 دقيقة في محاكم لكهنؤ وفاراناسي وفايز أباد في مساء 23 نوفمبر 2007 أسفرت عن مقتل 28 شخصًا. وقع انفجار في شيتلا غات بفاراناسي في 7 ديمسبر 2010 أدى إلى مقتل أكثر من 38 شخصًا. شهدت محطة حافلات Jhakarkati في كانبور سلسلة من الانفجارات في فبراير 2016 أدت إلى مقتل شخصين وإصابة أكثر من 30 شخصًا.

## الاقتصاد
| صافي الناتج المحلي للدولة بتكلفة عوامل الإنتاج بالأسعار الجارية (أسعار 2011-12) بملايين كرورالروبية الهندية |                            |
| السنة | صافي الناتج المحلي للولاية |
| 2011–12 | 532,218                    |
| 2015–16 | 1,137,808                  |
| 2016–17 | 1,288,700                  |
| 2017–18 | 1,446,000 (تقدير)          |

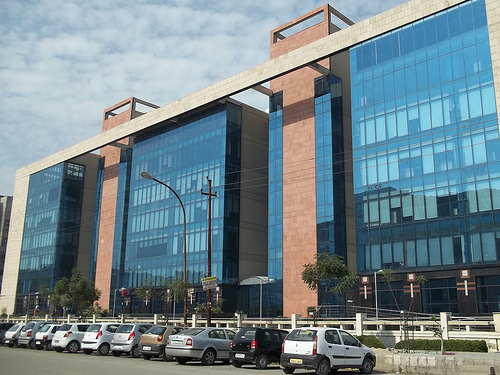
حدائق تكنولوجيا المعلومات في نويدا التي تشتهر ببنيتها التحتية وخدماتها والمجمعات السكنية الراقية.

يعتبر اقتصاد ولاية أتر برديش الرابع بين ولايات الهند حسب صافي الناتج المحلي للولاية، وقُدر الناتج المحلي الإجمالي للولاية بـ 14.89 لك كرور روبية هندية (250 مليار دولار أمريكي) أي 8.4٪ من الناتج المحلي الإجمالي للهند. ذكر في تقرير مؤسسة الهند للعلامة التجارية (IBEF) لعام 2014-15 أن 19٪ من إجمالي إنتاج الحبوب الغذائية في البلاد خرج من الولاية. السكر هو أهم محصول نقدي في الولاية وهي أكبر منتج للسكر في البلاد. ذكر تقرير جمعية مصانع السكر الهندية أن إجمالي إنتاج قصب السكر في الهند بلغ حوالي 28.3 مليون طن في السنة المالية المنتهية في سبتمبر 2015 أكبر منتج له هذ ولاية مهارشترا بإجمال 10.47 مليون طن ثم تأتي ولاية أتر برديش ب7.35 مليون طن.
يُعتبر قطاع الأسمنت الأكبر للشركات الصغيرة والمتوسطة في الولاية مع وجود 359 مصنع. تأسست مؤسسة أتر برديش المالية (UPFC) في عام 1954 بموجب قانون SFC لعام 1951 بهدف تطوير الصناعات الصغيرة والمتوسطة في الولاية. تقدم المؤسسة المالية أيضًا رأس المال العامل للوحدات القائمة ذات الأداء الجيد والوحدات الجديدة ضمن خطة النافذة الواحدة. عُلقت عمليات الإقراض باستثناء المخططات الحكومية في يوليو 2012 بسبب القيود المالية وتوجيهات حكومة الولاية. أفادت الولاية عن إجمالي استثمارات خاصة تجاوزت 25,081 كرور روبية بين عامي 2012 و2016. ذكر تقرير صادر عن البنك الدولي حول سهولة ممارسة الأعمال في الهند صُنفت فيه الولاية ضمن أفضل 10 ولايات والأولى بين الولايات الشمالية.
تذكر وثائق ميزانية ولاية أتر برديش لعامي 2019-2020 أن نسبة ديون الولاية بلغت 29.8% من إجمالي الناتج المحلي. في عام 2011، وصل إجمالي الدين المالي للولاية إلى 2.09 لك كرور روبية هندية (35 مليار دولار أمريكي). لم تستطع ولاية أتر برديش تحقيق نموًا اقتصاديًا من رقمين (10-99) على المحاولات المستمرة على مر السنين. ارتفع معدل البطالة في الولاية بنسبة 11.4 نقطة مئوية ليصل إلى 21.5% في أبريل 2020 في مسح أجراه مركز مراقبة الاقتصاد الهندي. تُعد ولاية أتر برديش طاردة للسكان ففيها أكبر معدل للمهاجرين الصافين الذين يهاجرون خارج الولاية. تُظهر بيانات تعداد 2011 أن حوالي 14.4 مليون شخص (14.7%) هاجروا من ولاية أتر برديش ويُعتبر الزواج السبب الرئيسي لهجرة الإناث بينما العمل هو السبب الأكبر لهجرة الذكور.
تعاني ولاية أتر برديش من تفاوتات إقليمية خاصةً في المناطق الغربية التي تظهر مؤشرات تنموية أعلى مثل نصيب الفرد من منتج تنمية المنطقة والناتج الإجمالي لتنمية المناطق مقارنةً بالمناطق الأخرى. تواجه المناطق الشرقية للولاية (بورفانتشال) تفاوتات اجتماعية واقتصادية بسبب عدم كفاية البنية التحتية والكثافة السكانية. بلغ الناتج الإجمالي لتنمية المناطق في بورفانتشال 5.37 كرور روبية هندية بينما بلغ 9.44 كرور روبية في غرب الولاية في عام 2021-2022. بلغ الناتج الإجمالي لتنمية المناطق 99,029.34 كرور روبية لمنطقة بوندلخاند و3.36 كرور روبية لمنطقة أتر برديش الوسطى. يبلغ نصيب الفرد من الدخل السنوي في المناطق الشرقية حوالي ربع المتوسط الوطني عند 12,741 روبية بينما يبلغ متوسط الولاية 17,349 روبية (العام المالي 2021-2022).
ساهم القطاع الخدمي، القطاع الثالث للاقتصاد، بأكبر نسبة في الناتج المحلي الإجمالي للدولة بنسبة 44.8% مقارنة بـ 44% للقطاع الأولي (الزراعة والغابات والسياحة) و11.2% للقطاع الثانوي المتمثل في الصناعة والتصنيع في العام المالي 2009-2010. تحتل نويدا وميروت وآغرة المراتب الثلاث الأولى بين المناطق حسب دخل الفرد في حين احتلت لكهنؤ السابعة وكانبور التاسعة. كان متوسط معدل نمو الناتج المحلي الإجمالي للدولة 7.3% وهو أدنى من المتوسط الوطني البالغ 15.5% في الخطة الخمسية الحادية عشر (2007-2012). بلغ نصيب الفرد من الناتج المحلي الإجمالي 29417 روبية هندية (490 دولار أمريكي) وهو أقل من المتوسط الوطني البالغ 60972 روبية هندية (1٬000 دولار أمريكي). تتميز الولاية بكفاءة عمل تزيد قليلاً عن المتوسط الوطني بمؤشر 26 مقابل 25. تساهم صناعات المنسوجات وتكرير السكر، وهما من الصناعات الرئيسية في ولاية أتر برديش، بشكل كبير في إجمالي العمالة بالمصانع في الولاية وتستفيد الولاية أيضاً من السياحة.

## النقل

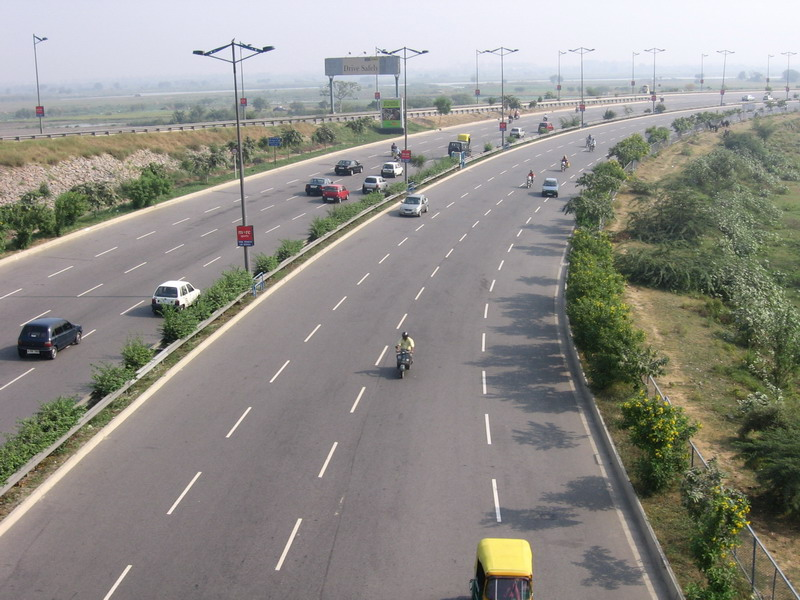
صورة لطريق دلهي ونويدا السريع

تمتلك الولاية أكبر شبكة سكك حديدية في البلاد وعلى الرغم من تضاريسها البسيطة وكثافة سكانها العالية فهي تحتل المرتبة السادسة من حيث كثافة السكك الحديدية. كان هناك 9077 كيلومترًا (5640 ميلاً) من السكك الحديدية في الولاية في عام 2015. يدير قسمين من السكة الحديد الهندية شبكة السكك الحديدية بالولاية هما: السكك الحديدية الشمالية المركزية المتمركزة في الله آباد والسكك الحديدية الشمالية الشرقية المتمركزة في غوراخبور. تعد محطتي لكهنؤ ومراد أباد مقرات رئيسية لقسم السكك الحديدية الشمالية. يربط قطار لكهنؤ سوارنا شاتابدي إكسبريس، ثاني أسرع قطار شاتابدي إكسبريس، العاصمة الهندية نيودلهي بمدينة لكهنؤ ويربط قطاة كانبور شاتابدي إكسبريس بين نيودلهي ووسط كانبور. وكان هذا القطار الأول في الهند الذي جُهز بعربات LHB الألمانية الجديدة. صُنفت محطات الله آباد وأغرة ولكهنؤ وتقاطع تشارباغ وجوراخبور وكانبور المركزية وتقاطع ماثورا وتقاطع فاراناسي. قائمة 50 محطة سكة حديد هندية عالمية المستوى. يوجد مترو في لكهنؤ ومترو كانبور (الخط البرتقالي).
تمتلك ولاية أتر برديش نظام نقل متعدد الأنواع كبير يضم أكبر شبكة طرق في البلاد، ففي الولاية 42 طريقًا سريعًا وطنيًا بإجمالي طول يصل إلى 4,942 كـم (3,071 ميل) أي 8.9% من إجمالي طول الطرق السريعة الوطنية في الهند. تأسست شركة النقل البري بولاية أتر برديش (UPSRTC) في عام 1972 لتقديم خدمات النقل داخل الولاية وربطها بالولايات المجاورة. يتألف أسطول الشركة الحالي من 11,238 حافلة تعمل على 2,762 طريق، وتخدم 768,065 كيلومترًا (477,253 ميلًا) في جميع أنحاء الولاية، مولدةً متوسط دخل يومي يقدر بـ16 كرور روبية (1.9 مليون دولار أمريكي). لكن أصبحت العديد من حافلات أصبحت قديمة وغير موثوقة مما يثير القلق بشأن حالتها وتأثيرها على سلامة الركاب. ترتبط جميع المدن في الولاية بالطرق السريعة وتتصل جميع مقار المقاطعات بطرق رئيسية من أربعة مسارات تسهل حركة المرور بين المراكز الرئيسية داخل الولاية مثل طريق أغرة لكهنؤ السريع الذي يبلغ طوله 302 كيلومترًا (188 ميلًا). تعد ولاية أتر برديش الولاية ذات الأكثر كثافة طرق في الهند بمعدل 1,027 كيلومترًا (638 ميلًا) لكل 1,000 كيلومتر مربع (390 ميل مربع) وتمتلك أكبر شبكة طرق حضرية في البلاد بطول 50,721 كيلومترًا (31,517 ميلًا).
يعد مطاري تشودري تشاران سينغ في لكهنؤ ولال بهادور شاستري في فاراناسي هما المطاران الدوليان الرئيسيان والبوابات الأساسية للدولة في الهند. أنشئ مطار دولي جديد في كوشينجار ولكنه منذ افتتاحه لم يستقبل أية رحلات دولية مغادرة بعد. هناك ستة مطارات محلية أخر في الولاية في أغرا والله أباد وبريلي وغازي أباد وجوراخبور وكانبور. كما اقترح إنشاء مطار نويدا الدولي بالقرب من جوار في منطقة جوتام بوذا نجر.

## الرياضة

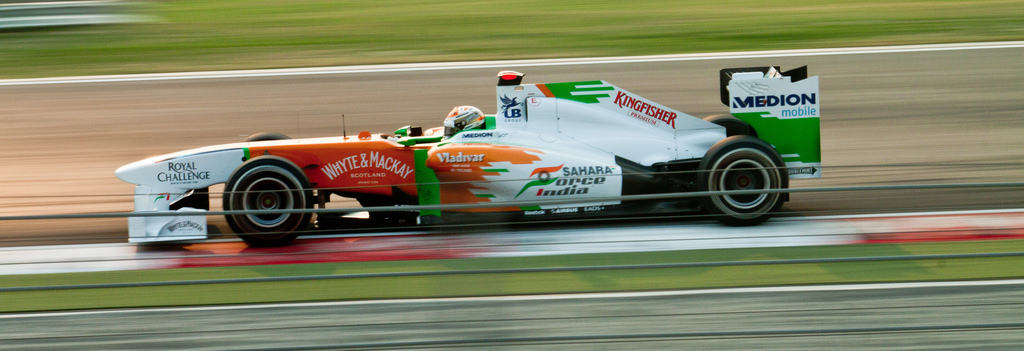
سباق فورس إنديا في حلبة بوداه الدولية

يمارس سكان الولاية العديد من الرياضات التقليدية مثل المصارعة والسباحة والكابادي ورياضات المضمار والرياضات المائية التي تُلعب على القواعد التقليدية المحلية بدون استخدام معدات حديثة. بعض هذه الألعاب مصممة لإظهار مهارات الدفاع عن النفس مثل استخدام السيف أو "الباتا" (العصا). لكن نظرًا لغياب الرعاية المنظمة والمرافق اللازمة تظل هذه الرياضات هوايات فردية أو تقتصر على المنافسات المحلية. أما الرياضات الحديثة فأشهرها لعبة الهوكي فخرج من الولاية لاعبين بارزين مثل نيتين كومار ولاليت كومار أوبدهياي.
اكتسبت لعبة الكريكيت شعبية تفوق لعبة الهوكي في السنوات الأخيرة. فازت ولاية أتر برديش ببطولة كأس رانجي أول مرة في فبراير 2006 بعدما فازت على البنغال في النهائيات. أنشئ مجمع فيجاي سينغ باثيك الرياضي في عام 2011 وهو ملعب كريكيت دولي أنشئ مؤخرًا يتسع لحوالي 20000 متفرج. تعتبر المصارعة من الرياضات ذات الجذور العميقة في ولاية أتر برديش وتنتشر العديد من الأكاديميات التقليدية للمصارعة في جميع أنحاء الولاية.
تعد جمعية أتر برديش لكرة القدم الهيئة الحاكمة للعبة في الولاية وهي تحت إشراف الاتحاد الهندي لكرة القدم. تشارك الجمعية منافسة في البطولات الوطنية التي ينظمها الاتحاد الهندي لكرة القدم. كما تشرف على اتحادي علكيرة وكانبور لكرة القدم. تتولى جمعية أتر برديش لكرة الريشة، المنضوية تحت جمعية تنس الريشة الهندية، مسؤولية الإشراف على اللاعبين الذين يمثلون الولاية على المستوى الوطني.
استضافت حلبة بوده الدولية أول سباق جائزة كبرى للفورمولا وان في الهند في 30 أكتوبر 2011. وقد أقيمت السباقات ثلاث مرات فقط قبل أن تُلغى بسبب قلة الحضور وعدم كفاية الدعم الحكومي. وقد صنفت حكومة ولاية أتر برديش الفورمولا واحد على أنها نوع من الترفيه وليس رياضة لذا فرض ضرائب على الحدث والمشاركين فيه.

## التعليم

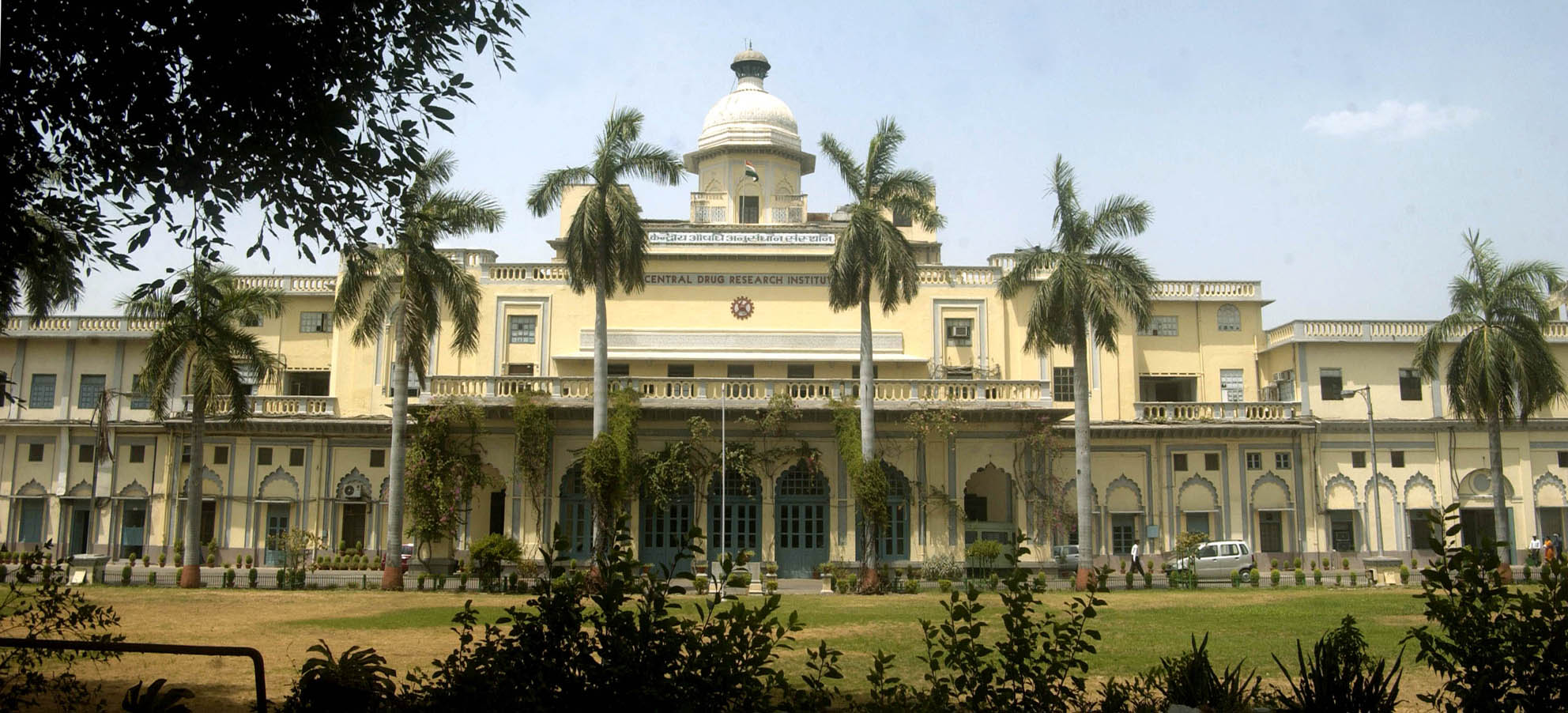
المعهد المركزي لبحوث المخدرات وهو معهد أبحاث مستقل متعدد التخصصات

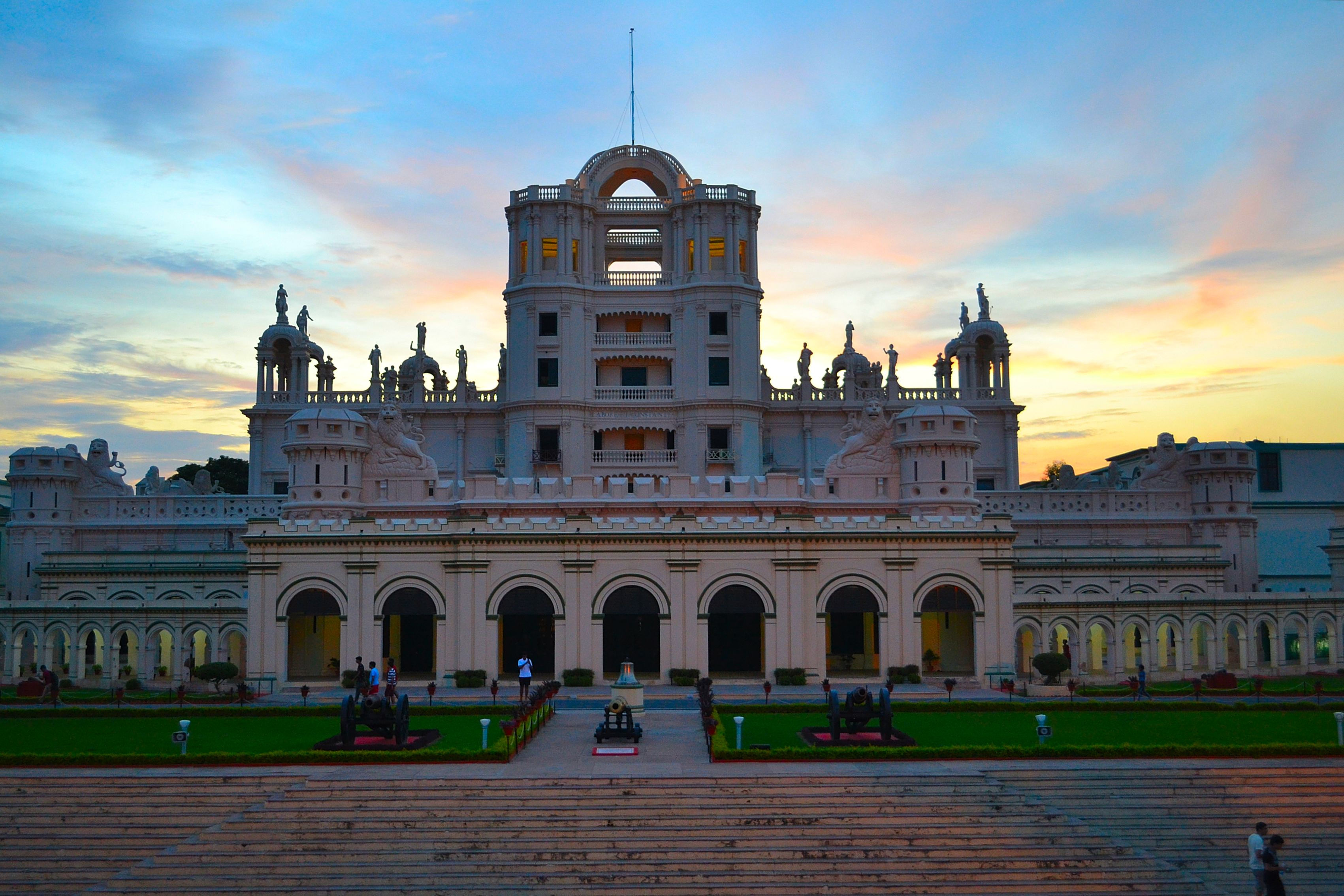
لا مارتينيير في لكهنؤ

لولاية أتر برديش تاريخ طويل في التعليم لكنه في الغالب كان مقتصر على النخبة والمؤسسات الدينية. أكثر ذلك التعليم كان قائم على اللغة السنسكريتية من العصر الفيدي إلى عصر إمبراطورية جوبتا. مع تنوع الثقافات في المنطقة ظهر التعليم باللغات البالية والفارسية والعربية. دخلت المدراس والجامعات بشكل الحديث في الولاية (وكذلك في باقي البلاد) عن طريق المبشرين المسيحيين الأجانب والإدارة الاستعمارية البريطانية. تدير الحكومة أو الهيئات الخاصة المدارس في الولاية. اللغة الهندية هي لغة التعليم الرئيسية في معظم المدارس باستثناء تلك التابعة للمجلس المركزي للتعليم الثانوي أو مجلس الشهادة الهندية للتعليم الثانوي. يستخدم في الولاية نظام تعليم 10+2+3 وينتقل الطلاب بعد المدرسة الثانوية إلى كلية إعدادية لمدة عامين والتي تُعرف أيضًا بالمرحلة ما قبل الجامعية أو إلى مدارس ثانوية عليا تابعة لمجلس أتر برديش للتعليم الثانوي والمتوسط أو المجلس المركزي. يختار الطلاب بين ثلاثة مسارات: الآداب أو التجارة أو العلوم. يمكن للطلاب التسجيل في برامج درجات عامة أو مهنية بعد إكمال الدورات المطلوبة أنفقت ولاية أتر برديش 9,167 روبية لكل طالب وهو ما يقل عن المتوسط الوطني البالغ 12,768 روبية وفقًا لدراسة أجرتها منظمة حقوق الطفل وأنت ومركز الميزانيات والحوكمة والمساءلة. نسبة المعلمين إلى الطلاب هي 39:1 وهي أقل من المتوسط الوطني البالغ 23:1. سجلت الولاية ثاني أعلى نسبة غياب للمعلمين بنسبة 31% في المدارس العامة الريفية من بين 19 ولاية شملها الاستطلاع في تقرير للمكتب القومي للأبحاث الاقتصادية. ذكر وزير التعليم الاتحادي في عام 2020 في لوك سابها أن حوالي 17.1% من وظائف معلمي المرحلة الابتدائية في المدارس الحكومية بالولاية شاغرة وهو ما يعادل 210,000 وظيفة. أفادت حكومة ولاية أتر برديش الجمعية التشريعية بأن هناك 85,152 وظيفة مدير مدرسة شاغرة في فبراير 2024.
يوجد في ولاية أتر برديش أكثر من 45 جامعة، منها ست جامعات مركزية وثمانية وعشرون جامعة حكومية وثماني جامعات معتبرة وجامعتين تقنية في فاراناسي وكانبور، يوجد معهد تقني في غوراخبور وراي باريلي بالإضافة إلى معهد للإدارة في لكهنؤ. تأسست كلية La Martinière للبنات في لكهنؤ عام 1845 وهي من أقدم المدارس في الهند. يقع معهد راجيف غاندي لتكنولوجيا البترول في أميثي ويقدم التعليم والتدريب في مجالات العلوم والتكنولوجيا والهندسة والرياضيات مع التركيز على صناعة البترول. للمعهد مكانة جامعية معتبرة ويمنح درجات علمية مستقلة. توجد جامعة الملك جورج الطبية (KGMU) في لكهنؤ وهي مركز للتعليم الطبي والبحث وخدمات الرعاية الصحية. أسست حكومة الولاية جامعة Integral لتقديم التعليم في مختلف التخصصات التقنية والتطبيقية وغيرها. تأسس المعهد المركزي للدراسات التبتية العليا في الولاية. وتعتبر جامعة Jagadguru Rambhadracharya للمعاقين الجامعة الوحيدة في العالم التي أنشئت خصيصًا للمعاقين.
يوجد في الولاية 573 مكتبة عامة في عام 2023. تأسست مكتبة مولانا آزاد في عام 1875 وهي واحدة من أقدم المكتبات الجامعية في آسيا وأكبرها. تعتبر مكتبة رضا التب أسسها نواب رامبور فيض الله خان في أواخر القرن الثامن عشر مستودعًا للتراث الثقافي الهندي الإسلامي وهي الآن هيئة مستقلة تابعة لوزارة الثقافة. يحتوي نصب ثورنهيل ماين التذكاري، المعروف أيضًا باسم مكتبة الله أباد العامة، على مجموعة تقريبية من 125000 كتاب و40 نوعًا من المجلات و28 صحيفة باللغات الهندية والإنجليزية والأردية والبنغالية بالإضافة إلى 21 مخطوطة عربية. تعلم العديد من العلماء والقادة الهنود في جامعات الولاية العديد من بين العلماء البارزين الذين ولدوا أو عملوا أو درسوا في الولاية هاريفانش راي باتشان وموتيلال نهرو وهاريش شاندرا وأنديرا غاندي.

## الصحة
تمتلك ولاية أتر برديش بنية تحتية متنوعة للرعاية الصحية تشمل القطاعين العام والخاص. تُقدم الرعاية الصحية العامة عبر شبكة تضم مراكز الصحة الأولية ومراكز الصحة المجتمعية ومستشفيات المقاطعات وكليات الطب. رغم وجود شبكة واسعة من مقدمي الخدمات الصحية إلا أن البنية التحتية المتاحة لا تفي بالطلب المتزايد على الخدمات الصحية. ازداد عدد السكان بأكثر من 25% في 15 عامًا السابقة لعام 2012-13 إلا أن مراكز الصحة العامة، التي تعتبر الخط الأمامي للنظام الصحي الحكومي، انخفضت بنسبة 8%. بينما زادت المراكز الفرعية الصغيرة، وهي نقطة الاتصال الأولى للمواطنين، بنسبة لا تتجاوز 2% خلال 25 عامًا السابقة لعام 2015 وهي الفترة التي شهدت نمو عدد السكان بأكثر من 51%. تواجه الولاية تحديات مثل نقص المتخصصين في الرعاية الصحية وارتفاع تكاليف الرعاية الصحية ونقص الأدوية والمعدات الأساسية وتزايد الرعاية الصحية الخاصة وضعف التخطيط. يبلغ عدد الأطباء المسجلين في المجالس الطبية الحكومية أو المجلس الطبي الهندي بالولاية 77,549 طبيبًا. يوجد بالولاية 4,442 مستشفى حكومي في المناطق الريفية والحضرية بها 39,104 سريرًا و193 مستشفى بها 37,156 بالمتوسط يخدم كل مستشفى حكومي 47,782 شخصًا في 2019. بلغت النفقات الاسمية للصحة في الولاية 60883 كرور روبية هندية (10 مليار دولار أمريكي) وهو الأعلى في الهند في ديسمبر 2023.
من المتوقع أن يكون متوسط العمر المتوقع للشخص في ولاية أتر برديش أقل بأربع سنوات مقارنة بولاية بهار المجاورة وأقل بخمس سنوات من ولاية هاريانا وأقل بسبع سنوات من ولاية هيماجل برديش. كما أن في الولاية النسبة الأكبر من وفيات الأمراض المعدية وغير المعدية فشكل سكان الولاية 48% من جميع وفيات التيفوئيد في عام 2014 و17% من وفيات السرطان و18% من وفيات السل في عام 2015. ويتجاوز معدل وفيات الأمهات المتوسط الوطني الذي يبلغ 285 وفاة لكل 100,000 ولادة حية في عام 2021 ولا يتمكن 64.2% من النساء الحوامل من الحصول على الرعاية الأولية قبل الولادة. تلد حوالي 42% من النساء الحوامل (يزيد عددهن عن 1.5 مليون) في المنازل وتعتبر 61% من هذه الولادات غير آمنة. وتمتلك الولاية أعلى معدلات وفيات الأطفال فيموت 64 طفلاً من كل 1000 ولادة حية قبل بلوغ سن الخامسة و35 طفلاً في الشهر الأول من الولادة و50 طفلاً لا يكملون عامهم الأول.

## السياحة

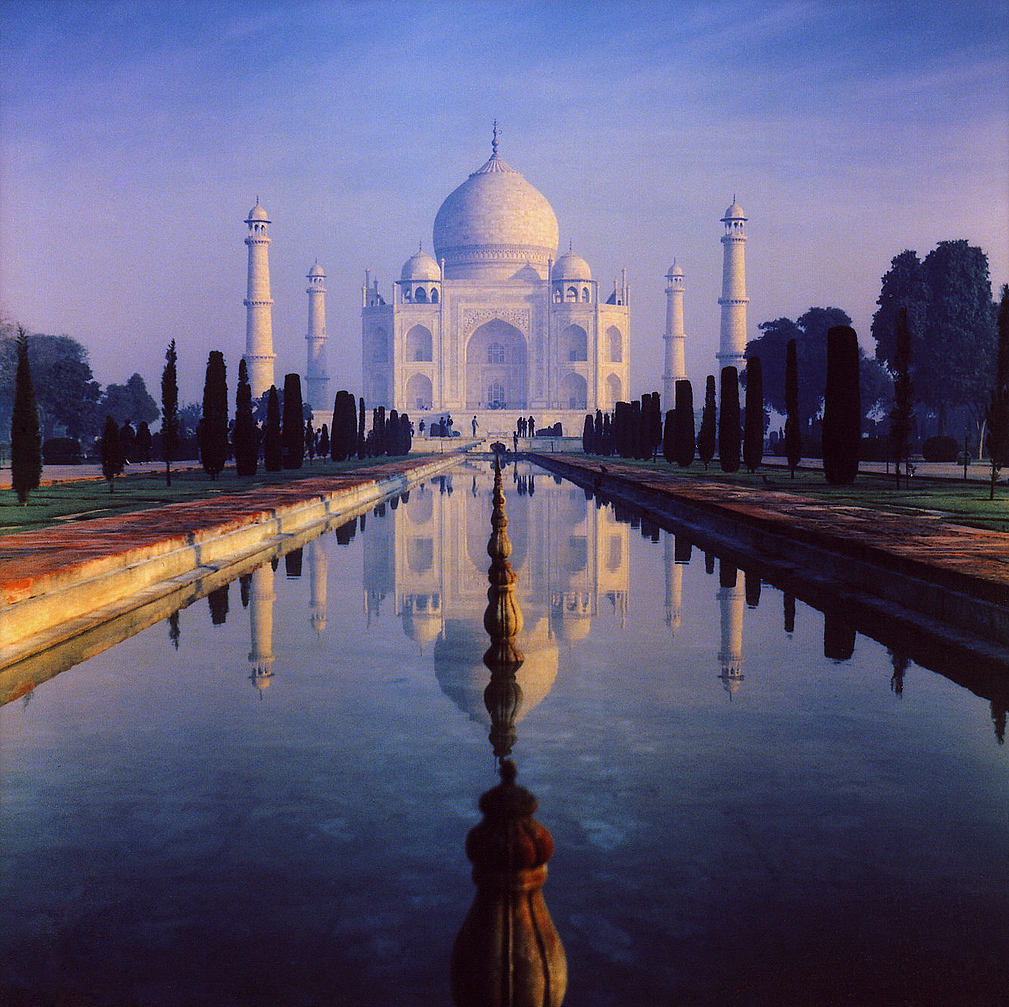
تاج محل

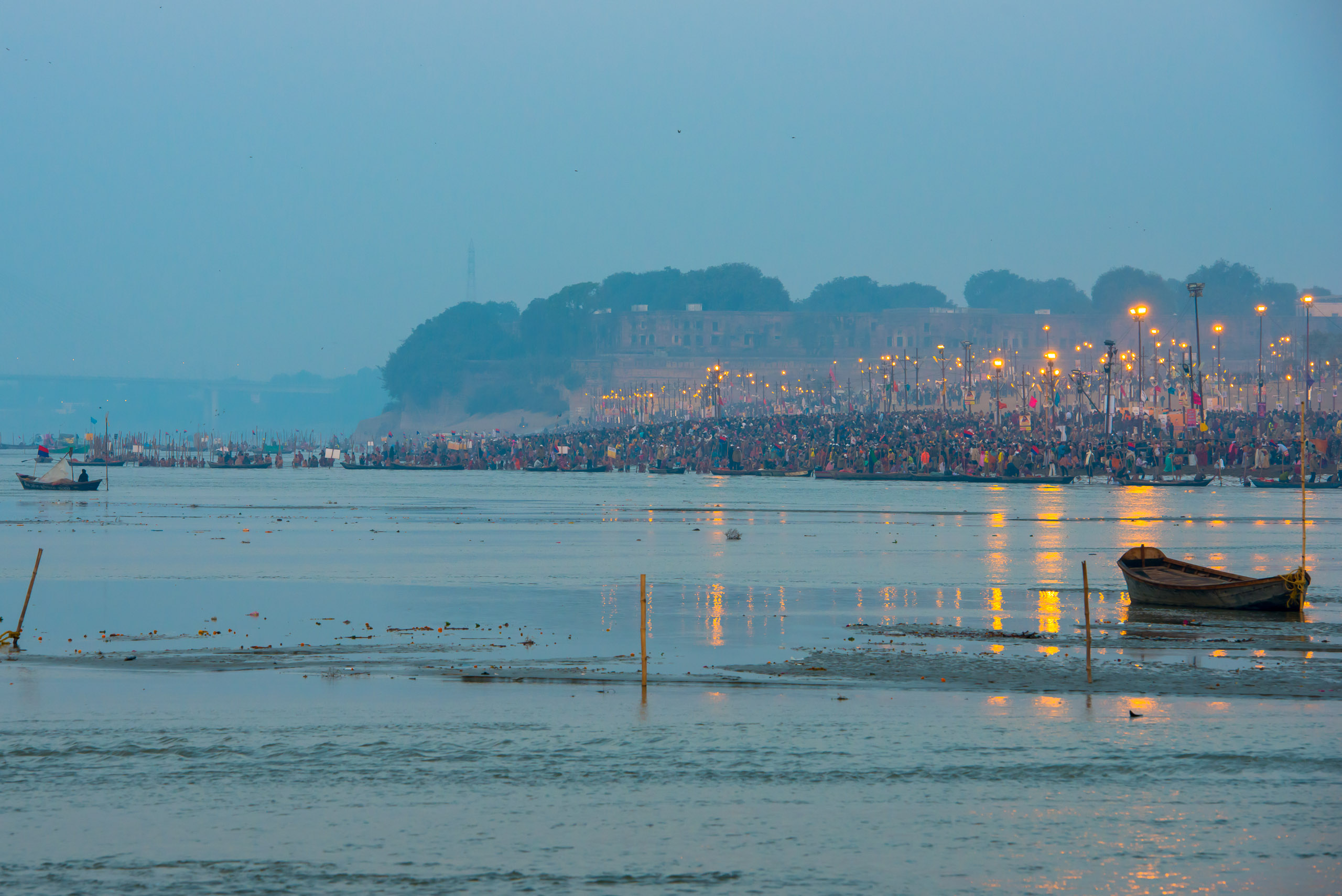
كومبه ميلا في سانجام، الله أباد في 2013

تحتل ولاية أتر برديش المرتبة الأولى في عدد السياح المحليين الوافدين بين جميع ولايات الهند. وصل حوالي 44,000 سائح أجنبي إلى الولاية في عام 2021 وما يقرب من 110 ملايين سائح محلي. يجذب تاج محل حوالي 7 ملايين شخص سنويا وكسب ما يقرب من 78 كرور روبية هندية (13 مليون دولار أمريكي) من مبيعات التذاكر في 2018-19. الولاية هي موطن لثلاثة مواقع للتراث العالمي: تاج محل وقلعة أغرة وفاتح بور سيكري.
تلعب السياحة الدينية دورا مهما في اقتصاد الدولة. تعد فاراناسي مركز ديني رئيسي وواحدة من المدن السبع المقدسة (سابتا بوري) في الهندوسية والجاينية. تعتبر فريندافان مكانًا مقدسًا عند الفيشنوية. تعتبر سرافاستي من المواقع المقدسة في البوذية ويعتقد أنها المكان الذي علم فيه بوذا العديد تعاليمه. نظرا للاعتقاد بأن مسقط رأس راما ، تعتبر أيوديا (عوض) واحدة من أهم سبعة مواقع للحج الهندوسي بناء على اعتقاد أنها مسقط رأس راما. يتجمع الملايين في الله آباد للمشاركة في مهرجان ماغ ميلا على ضفاف نهر الغانج. كل 12 عامًا ينظم مهرجان كومبه ميلا الذي يتجمع فيه أكثر من 10 ملايين حاج هندوسي في واحدة من أكبر تجمعات الناس في العالم.
تضم ولاية أتر برديش العديد من معالم الجذب البوذية مثل الأبراج والأديرة. تعتبر مدينة سارناث المكان الذي ألقى فيه غوتاما بوذا خطبته الأولى بعد التنوير وكوشينجار الذي توفي فيه من المواقع الحجية الهامة للبوذيين. كما يوجد في سارناث أعمدة أشوكا وعاصمة الأسد أشوكا وهما من القطع الأثرية الوطنية البارزة. تشتهر غازي بور بغاتها على نهر الغانج وبقبر تشارلز كورنواليس حاكم شركة الهند الشرقية في القرن الثامن عشر والذي حكم رئاسة البنغال وتحافظ هيئة المسح الأثري في الهند على القبر. يرتبط حصن جانسي في مدينة جانسي ب"حرب الاستقلال الهندية الأولى" (ثورة الهند سنة 1857). بني الحصن على أسس الهندسة المعمارية العسكرية الهندية في العصور الوسطى ويتميز بجدرانه السميكة ومعاقله والهياكل المختلفة داخل مجمعه ويعكس مزيجًا من الأساليب الهندوسية والإسلامية.

## الثقافة

### اللغة والأدب

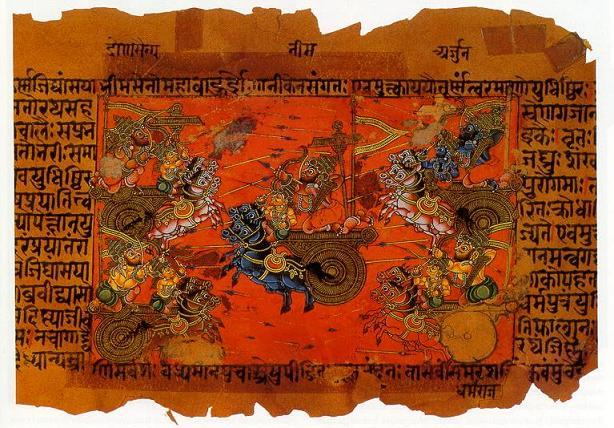
صحفة من المهابهاراتا المذكور في حرب كوروكشترا

أُلفت العديد من النصوص والترانيم الفيدية في ولاية أتر برديش. من بين الكتاب الهنود المشهورين الذين عاشوا في ولاية أتر برديش هم كابير ورافيداس وتولسيداس الذي كتب العديد من أجزاء كتابه رام شاريت ماناس في فاراناسي. يقام مهرجان جورو بورنيما تكريماً لفياسا في اليوم الذي يُعتقد أنه يوافق عيد ميلاده واليوم الذي قسم فيه الفيدا.
أصبحت اللغة الهندية لغة الإدارة الرسمية للولاية بموجب قانون اللغة الرسمية لولاية أتر برديش لعام 1951. وقد أضيفت اللغة الأردية كلغة إضافية للولاية بتعديل عام 1989. اللغات الهندية الرئيسية في الولاية هي اللغة العوضي وBagheli وBundeli واللغة البرجية وKannauji واللغة الهندستانية. كما يُتحدث بالبوجبورية، وهي لغة هندية آرية شرقية، في الولاية.

### الموسيقى والرقص
كل منطقة في ولاية أتر برديش تتميز بموسيقاها وتقاليدها الخاصة وقد قسمت الموسيقى الشعبية التقليدية في الولاية إلى ثلاث فئات: الموسيقى المنقولة شفهيًا والموسيقى التي ألفها مؤلفون مجهولون والموسيقى العرفية. ظهرت نوعين متميزين من الموسيقى في أتر برديش في العصور الوسطى: موسيقى البلاط التي كانت موجودة في مدن مثل آغرة وفات حبور سيكري ولكهنؤ وجونبور وفاراناسي وباندا، وموسيقى الحركة البهاكتية الدينية التي ازدهرت في ماثورا وفريندافان وأيوديا. من الموسيقى الشعبية في أتر برديش الصحار الذ يُغنى للاحتفال بميلاد طفل وتطور إلى شكل غنائي شبه كلاسيكيوالكاجاري الذي يُغنى وقت موسم الأمطار ويُرتبط بمدرسة بيناريس غارانا. يشيع في منطقة عوض وراسيا (خاصة في براج) شعر الغزل والثمري والقوالي، وتحتفي بالحب الإلهي بين رادها وكريشنا. من الأشكال الأخرى للموسيقى بيراها وشيتي وشوتال وألها وسواني.
يعود أصل رقص الكاثاك، وهو نوع من الرقص الكلاسيكي، إلى الولاية. تعد رامليلا هي واحدة من أقدم الرقصات الشعبية الدرامية وتصور حياة الإله الهندوسي راما وتُؤدى في مهرجانات مثل فيجاياداشامي. النوتانكي هو شكل تقليدي من المسرح الشعبي في أتر برديش ويصور موضوعات متنوعة من الحكايات التاريخية والأسطورية إلى التعليقات الاجتماعية والسياسية. تشتهر لكهنؤ وبيناريس غراناس بين مناطق الولاية في الرقص.

### المهرجانات
من أكبر المهرجانات بالولاية الشات بوجا. يُنظم مهرجان كومبه ميلا في شهر ماغا (فبراير - مارس) وهو حدث كبير يقام كل اثني عشر عامًا في الله آباد على ضفاف نهر الغانج. لاثمار هولي هو احتفال تقليدي بمهرجان هولي الهندوسي يقام قبل مهرجان هولي الرئيسي في بلدة بارسانا بالقرب من ماثورا. يقام تاج ماهوتساف سنويًا في آغرة ويُقدم عرضًا ملونًا لثقافة منطقة براج. جانجا ماهوتساف، وهو احتفال كارتيك بورنيما، يُحتفل به بعد خمسة عشر يومًا من ديوالي.

### المطبخ

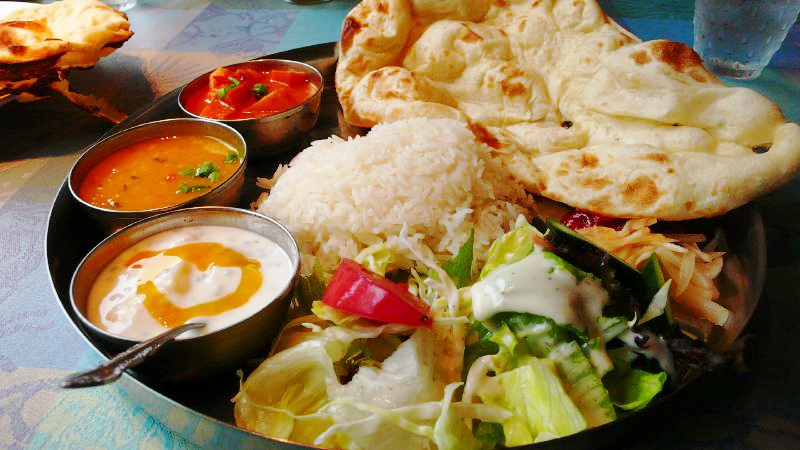
ثالي أتر برديش مكون من نان ودال ورائتة وشاهي بانير

المطبخ المغولي هو نمط طهي طوره طهاة سلطنة مغول الهند. يعكس طرق الطهي المتبعة في شمال الهند، خصوصًا في ولاية أتر برديش، وقد تأثر إلى حد كبير بمطبخ آسيا الوسطى .يوجد في المطبخ العوضي في مدينة لكهنؤ أطباق نباتية وغير نباتية وقد تأثر بالمطبخ المغولي بشكل ملحوظ.
المطبخ البوجبروي معروف في المناطق القريبة من حدود بيهار. أطعمته غالبًا ما تكون خفيفة وأقل حرارة وتقل فيه التوابل المستخدمة. ويستخدم فبه أطباق الخضار واللحوم.

## روابط خارجية
حكومية
- الموقع الرسمي
- Official tourism site نسخة محفوظة 27 يناير 2023 على موقع واي باك مشين.

معلومات عامة
- أتر برديش - GovPubs, جامعة كولورادو بولدر
- Uttar Pradesh على موسوعة بريتانيكا
- Uttar Pradesh على مشروع الدليل المفتوح
- أطلس ويكيميديا حول Uttar Pradesh
- معلومات جغرافية متعلقة بأتر برديش على خريطة الشارع المفتوح